# Moldavie
Pour les articles homonymes, voir Moldavie (homonymie).
République de Moldavie
(ro) Republica Moldova
La Moldavie (en roumain : Moldova), en forme longue république de Moldavie ou république de Moldova (en roumain : Republica Moldova), est un pays d'Europe orientale, enclavé entre la Roumanie et l'Ukraine, englobant des parties des régions historiques de Bessarabie et de Podolie méridionale (dite Transnistrie). Ses paysages vallonnés comprennent des forêts, des terres cultivées, des zones humides et des vignobles. Sa capitale est Chișinău.
La partie de l'actuel territoire moldave située sur la rive droite du Dniestr a fait partie de la principauté de Moldavie (tributaire de l'Empire ottoman à partir de 1538) du XIVe siècle à 1812, date à laquelle elle fut cédée à l'Empire russe. Celui-ci en fit son « gouvernement de Bessarabie » et y organisa une colonisation entraînant l'installation de nombreuses populations autres que les Moldaves, qui restèrent cependant majoritaires.
Le XXe siècle est une période compliquée sur le plan des relations internationales. À la révolution russe de 1917, la république démocratique moldave se forme et se déclare indépendante, puis, en 1918, elle s'unit au royaume de Roumanie pour se protéger des bolcheviks, qui, de leur côté, fondent la République socialiste soviétique autonome moldave (RSSAM) en 1924 au sein de la république socialiste soviétique d'Ukraine, en Podolie (Transnistrie en roumain). En 1940, en application du pacte germano-soviétique et sans que la Roumanie puisse s'y opposer, l'URSS procède à l'occupation soviétique de la Bessarabie et de la Bucovine du Nord et crée alors la république socialiste soviétique de Moldavie (RSSM) sur les deux tiers de la Bessarabie et un tiers de la RSSAM, dont l'Ukraine reçoit les deux autres tiers ainsi qu'un tiers de la Bessarabie, en deux parties au nord et au sud. À la dislocation de l'URSS, la Transnistrie fait sécession de la Moldavie et s'autoproclame indépendante sans reconnaissance internationale dès 1990, tandis que la RSSM déclare son indépendance vis-à-vis de l'Union soviétique en août 1991 et devient membre de la Communauté des États indépendants qui en est issue. La Moldavie est admise à l'Organisation des Nations unies en mars 1992, mais la même année la guerre du Dniestr accentue la rupture avec la Transnistrie ; depuis, la Moldavie contrôle 29 680 km2 de son territoire (88 %), tandis que la région sécessionniste de Transnistrie, soutenue par la Russie, en contrôle 4 163 km2 (12 %).
Située aux limites des sphères d'influence de deux superpuissances à la fois partenaires et antagonistes, la Moldavie se trouve dans la zone d'influence russe et fait toujours partie de la CEI, mais aux frontières orientales de l'Union européenne et de l'OTAN : elle est aussi membre de l'Organisation pour la démocratie et le développement (GUAM), du partenariat pour la paix de l'OTAN depuis le 16 mars 1994, de l'Accord de libre-échange centre-européen et du Partenariat oriental de l'UE depuis 2009 et elle a un accord d'association avec l’UE depuis le 1er juillet 2016.
De 1994 à 2022, la situation internationale est stable. La constitution actuelle, adoptée en 1994, en fait une république parlementaire neutre. Il existe un mouvement unioniste en Moldavie et Roumanie revendiquant un héritage historique, linguistique et culturel commun, mais celui-ci, bien que répandu en Roumanie, est extrêmement minoritaire au sein de la population moldave. Le référendum moldave de 1994 a ainsi confirmé à 97,9 % l'indépendance de la Moldavie. Toutefois, dans le débat autour de l'identité moldave, les Moldaves autochtones ont, depuis 1989, obtenu que le roumain devienne langue officielle du pays,, que les noms de lieux russifiés retrouvent leur forme moldave et que les couleurs et l'héraldique de la république démocratique moldave soient les symboles de l'État. Depuis l'invasion de l'Ukraine par la Russie en 2022 et l'abrogation en 2023 du décret russe de 2012 exprimant la volonté du Kremlin de « trouver une solution légale pour la Transnistrie en respectant l'intégrité territoriale de la Moldavie », la Moldavie a entamé une procédure d'adhésion à l'Union européenne, contre laquelle se mobilise l'opposition pro-russe tandis que des explosions se produisent en Transnistrie.
Cette situation géopolitique ne favorise pas l'économie moldave. Enclavée, elle ne dispose plus de port sur la mer noire depuis que le Boudjak a été rattaché à l'Ukraine en 1940. Elle n'a qu'un seul port sur le Danube, et la Transnistrie sécessionniste contrôle les transports sur le Dniestr ou vers l'Ukraine. Les voies de chemins de fer sont aux normes russes, incompatibles avec le réseau roumain qui est aux normes occidentales. La Moldavie a vu baisser sa production agricole (passant sous le seuil d'autosuffisance) et industrielle, même si le secteur des services s'est fortement développé. Elle souffre d'un fort exode rural et une expatriation importante de la population active qui explique son taux de chômage relativement bas. En 2022, elle est le pays le plus pauvre d'Europe pour ce qui est du PIB par habitant et a l'indice de développement humain le plus bas du continent.

## Dénominations: Moldavie et Moldova
Le pays est officiellement appelé en français « république de Moldavie » ou « république de Moldova ».
Aux Nations unies, le pays a d'abord employé officiellement en français « république de Moldavie », mais depuis 1994, il emploie « république de Moldova ».
La première forme « Moldavie », française, est préférée par les pro-européens pour marquer l'appartenance du pays à la Moldavie historique dont fait également partie la moitié roumaine de cette ancienne principauté historique ; la seconde forme « Moldova », bien que roumaine, est préférée par les communistes et autres pro-russes pour bien souligner en français la différence entre la « Moldavie » historique roumaine et l'actuelle « Moldova » post-soviétique située dans la sphère d'influence russe. La même dichotomie se retrouve en anglais (« Moldavia » / « Moldova ») et en allemand (« Moldau » / « Moldawien »), le second terme étant à chaque fois, comme en français, un néologisme.

## Étymologie
Historiquement, le nom de « Moldavie » vient de l'ancien allemand « Mulde » qui signifie « creux poudreux », « carrière », « mine », et qui a successivement désigné une cité minière (en roumain Baia, qui signifie aussi « carrière », « mine »), la rivière Moldova passant à côté, et pour finir, une principauté née dans cette région : la principauté de Moldavie (1359-1859). Le territoire de cette dernière est aujourd'hui partagé selon des limites définies dans le Pacte germano-soviétique de 1939 entre : 
- la Roumanie pour la partie de ce territoire à l'ouest de la rivière Prut, formant les huit départements de la région roumaine de Moldavie ;
- la république de Moldavie (État successeur de la République socialiste soviétique moldave, à l'est de la rivière Prut) ;
- et l'Ukraine, qui en a deux morceaux : 
  - au nord, l'oblast de Tchernivtsi ou Cernăuți,
  - au sud, le Boudjak ou Bugeac, partie de l'oblast d'Odessa située à l'ouest du Dniestr, jusqu'à la frontière roumaine.

L'adjectif géographique « moldave » se réfère à tout ce qui concerne le territoire historique de la Moldavie.

## Géographie
La république de Moldavie se trouve en Europe du Sud-Est : historiquement et culturellement, par son appartenance à la sphère d'influence latine, par sa musique, sa cuisine et ses traditions, elle fait partie de la péninsule des Balkans voisine de l'Ukraine, mais les minorités issues de la colonisation de la Bessarabie ainsi que les soviétologues et les spécialistes de l'espace post-soviétique la situent en Europe orientale, l'excluent des Balkans et la considèrent comme faisant partie de la sphère d'influence russe.

### Environnement
Les paysages moldaves ressemblent à ceux de la région française de Bourgogne, bien que les roches sous-jacentes soient géologiquement plus jeunes (Cénozoïque). Les versants adrets sont propices à la viticulture, les ubacs conservent fréquemment leur couvert forestier, notamment dans le Codru. La Moldavie a conservé un environnement encore riche : elle est, comme d'autres pays de l'Est de l'Europe, parmi les premiers à avoir concrétisé, avec l'aide des associations environnementales Biotica et MEM, un réseau écologique national, avec un plan d’action pour la protection de la biodiversité, déclinaison locale du réseau écologique paneuropéen (plan approuvé le 27 avril 2001).
En 2001, les noyaux du réseau écologique y couvraient 73 145 ha, incluant cinq réserves scientifiques (19 378 ha), près de 30 réserves naturelles (22 278 ha), 13 territoires ayant un autre statut de protection (4 350 ha), 13 habitats humides étant repérés, mais encore sans statut de protection (24 592 ha). Des corridors biologiques d'importance nationale et/ou internationale ont été distingués et cartographiés dans ce plan. L'une des plus anciennes de ces réserves est celle du Codru, en altitude (432 m) au centre du pays. Le parc national Orhei a été créé en 2013.

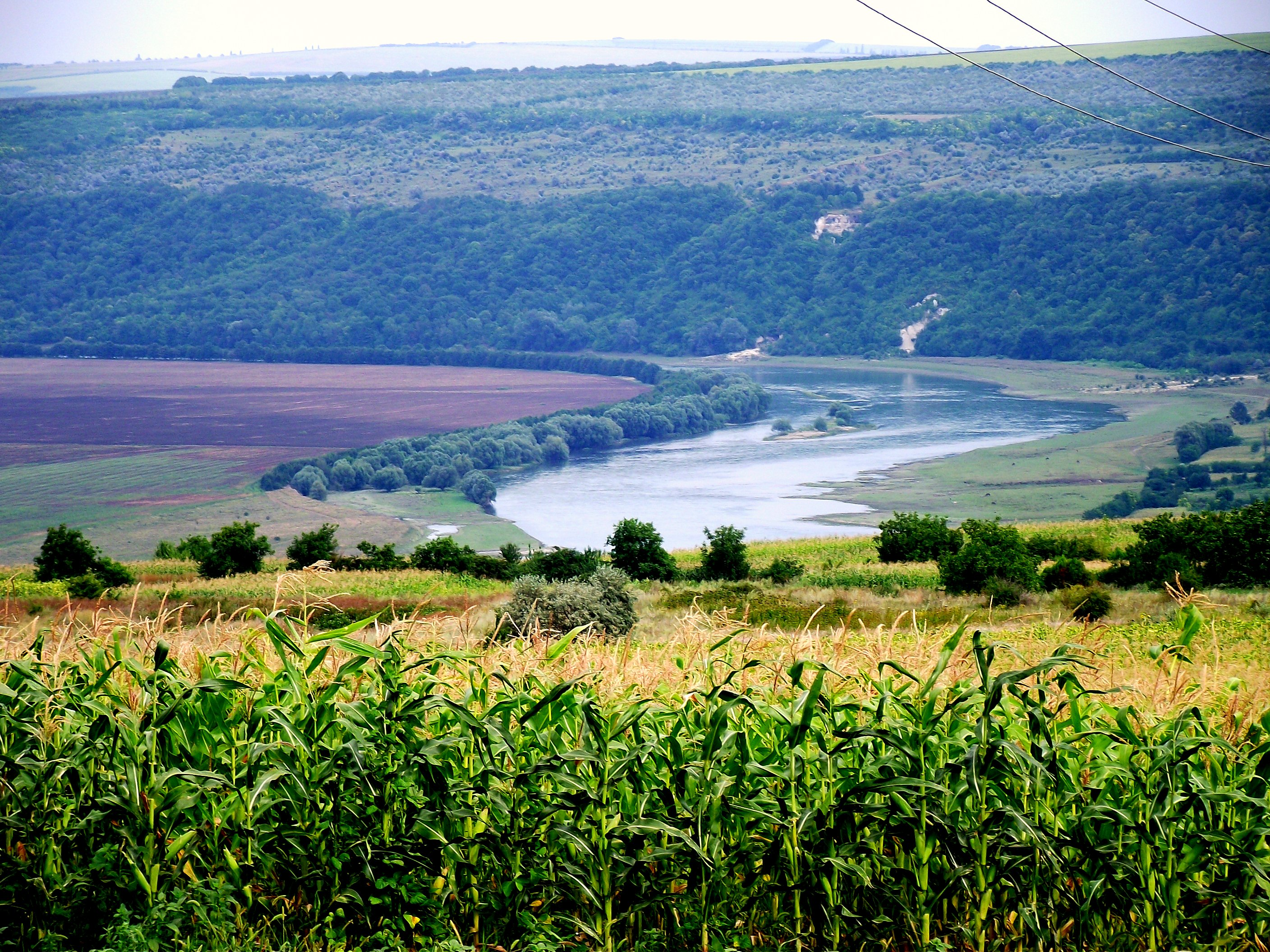
La vallée du Nistre ou Dniestr à Vertujeni.
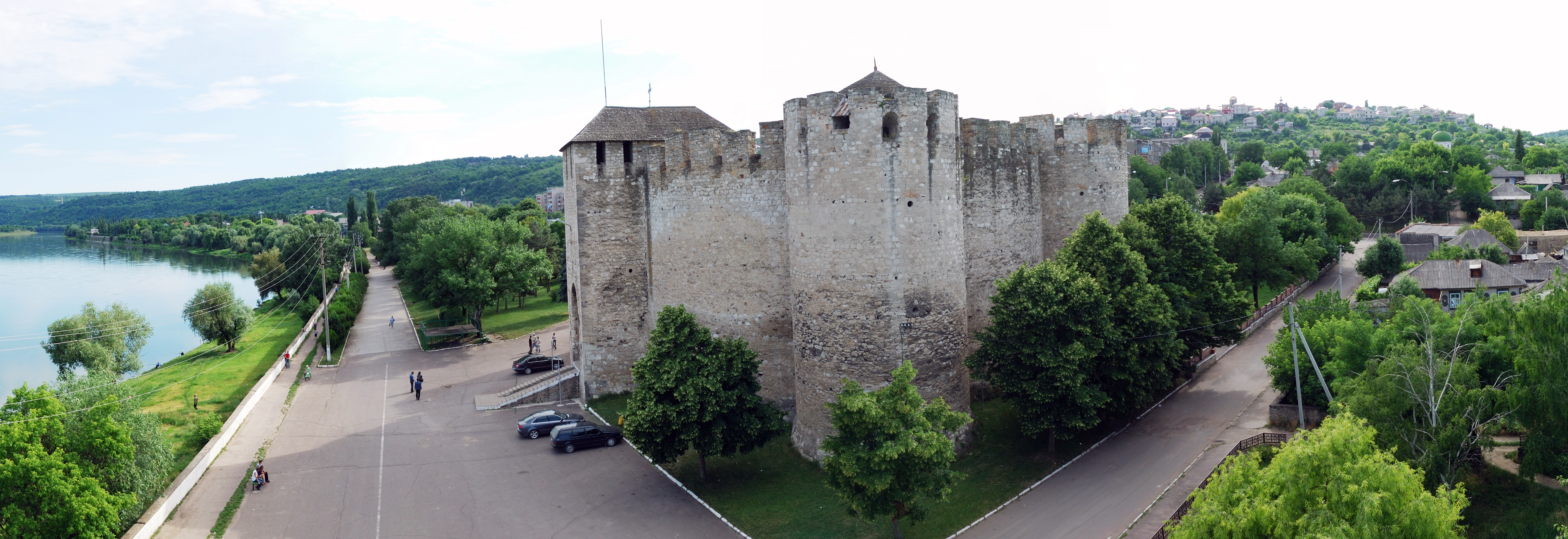
Paysage moldave à Soroca avec le fleuve Nistre et la forteresse.
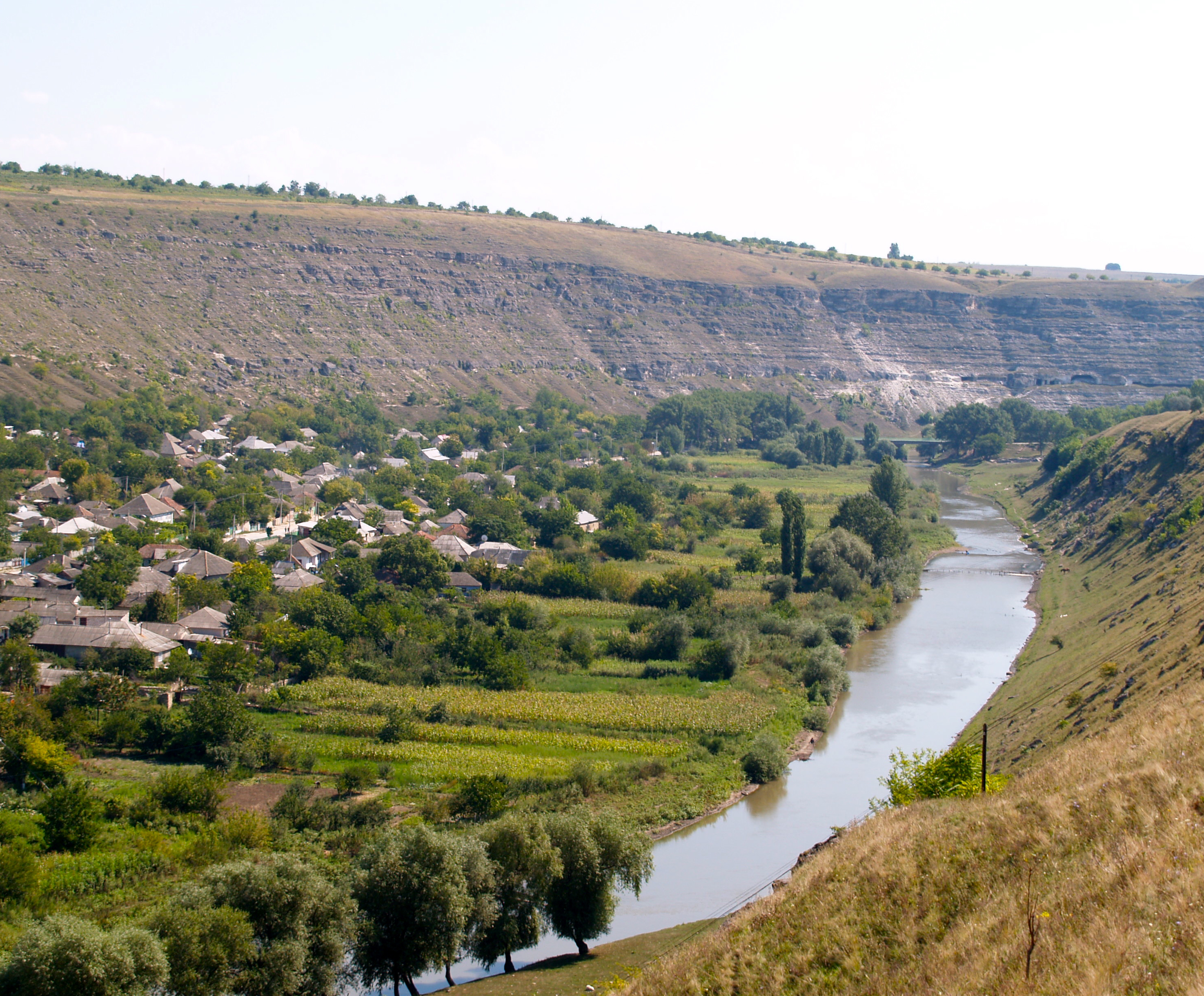
Paysage du centre de la Moldavie (falaises d'Orheiul Vechi).
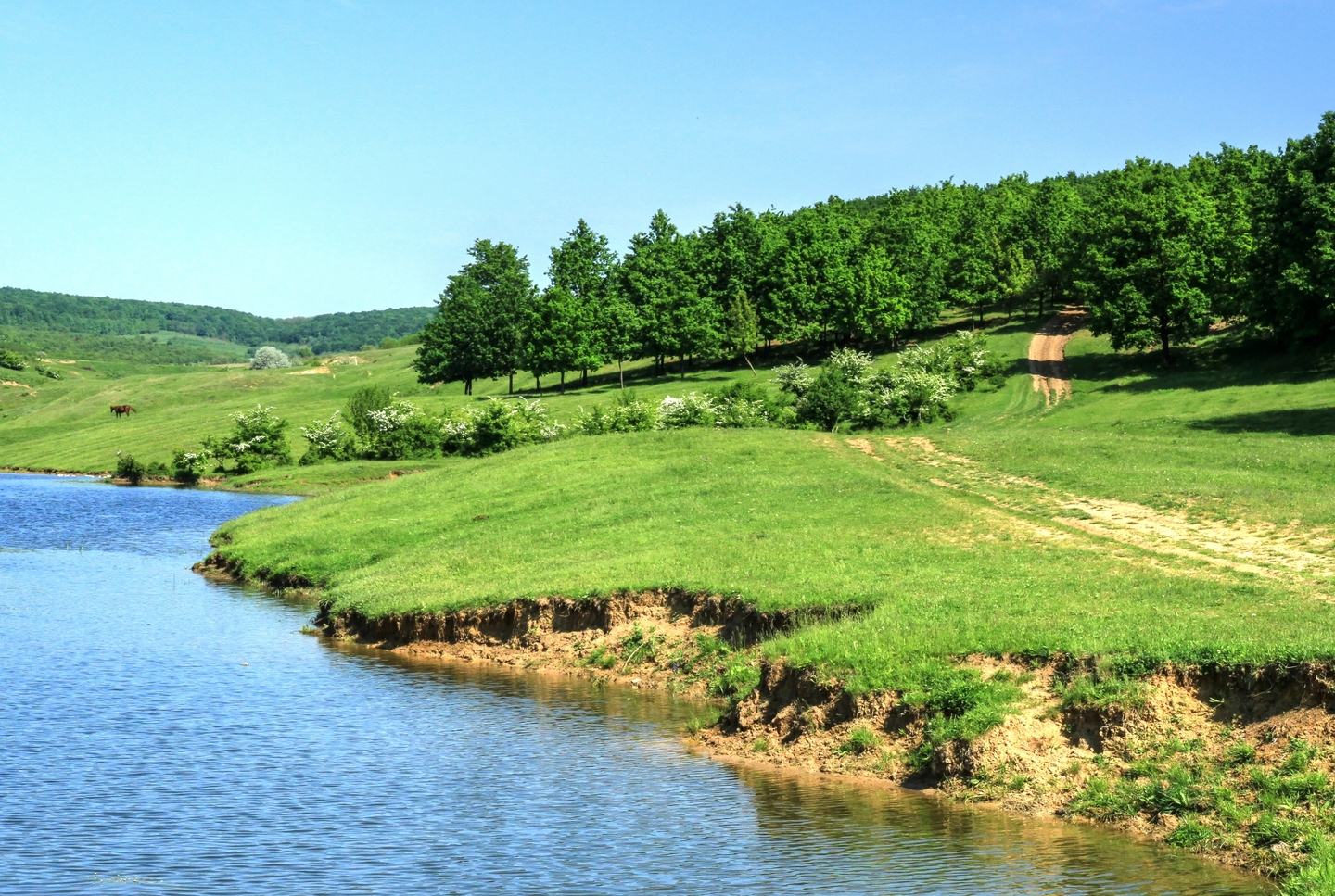
Aire protégée de Tabăra Orheiului.
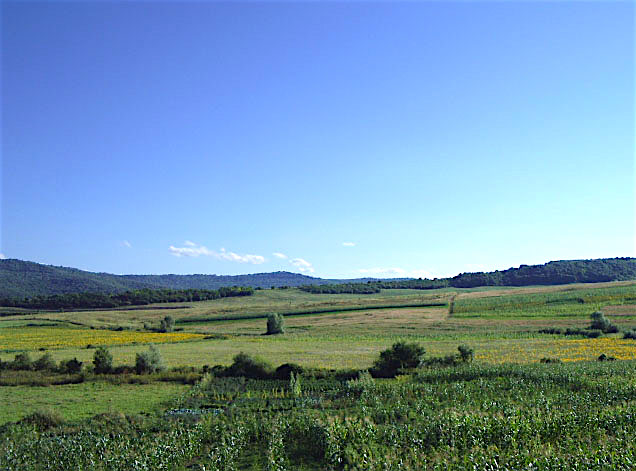
Les coteaux viticoles au sud du Codru.

## Histoire

La Moldavie en tant que région géographique et historique (aujourd'hui partagée entre la république de Moldavie, l'Ukraine et la Roumanie).

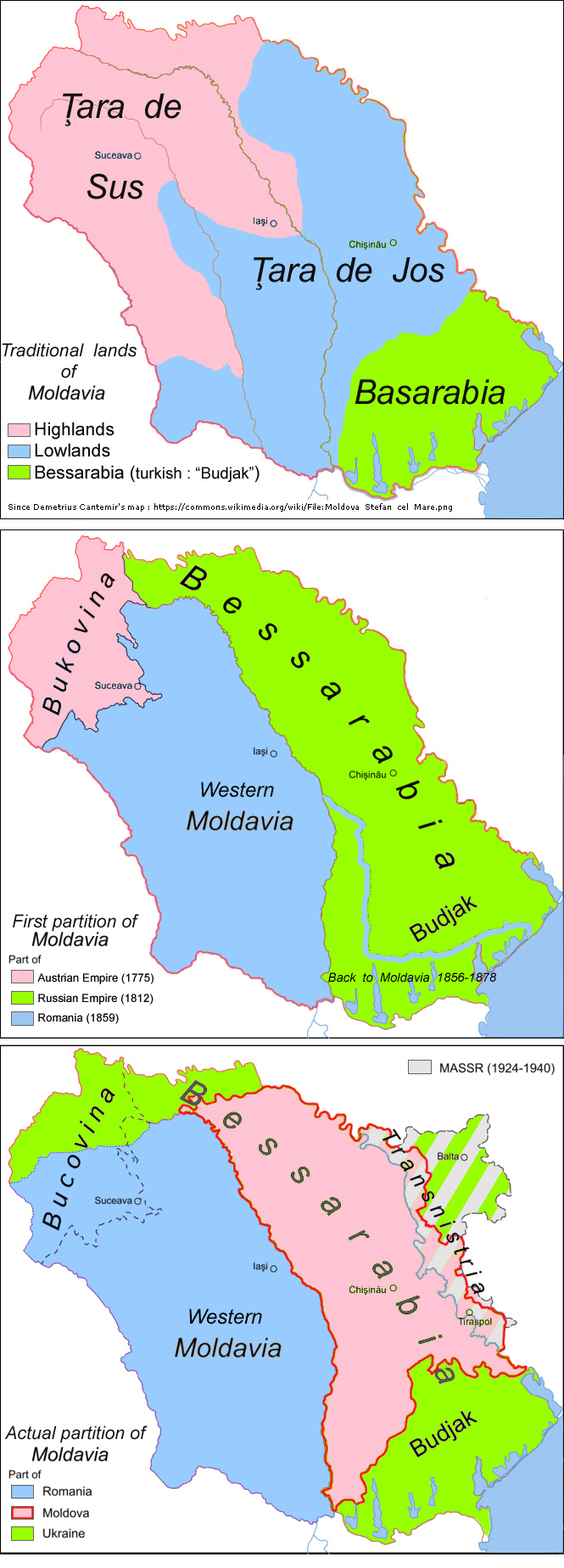
Pays traditionnels (Haut-pays, Bas-pays et Bessarabie originelle) et partages successifs de la Moldavie (1775-1812 à 1918, puis 1940 à nos jours).

### Préhistoire
Pendant le Néolithique, plusieurs populations nomades et agricoles occupent les vallées de la Moldova, de la Prout et du Dniestr. La culture de Cucuteni-Trypillia (5100-2750 av J.C.) est une culture du Néolithique centrée sur la Moldavie actuelle qui s'étend à l'est jusqu'à la vallée du Dniepr. Elle est caractérisée par la pratique d'une agriculture de subsistance, la création de villages pouvant compter jusqu'à plusieurs milliers d'habitations et l'absence de stratification sociale. Les causes de la disparition de cette société restée stable durant près de deux millénaires est méconnue : L'invasion par les nomades Yamna venue des steppes de Russie à cause d'un refroidissement climatique vers 3000 avant notre ère est certainement l'un des facteurs.
À l'âge du bronze moyen, la culture Sroubna, connue comme « la culture des tombes à charpente », s'étendant jusqu'à la vallée du Dniestr, succède à la culture Yamna, connue comme la « culture des tombes en fosse », du XVIIe au XIIe siècle av J.C.. Les villages Sroubna sont constitués de maisons à deux pièces semi-enterrées. Les cimetières comptent de cinq à dix kourganes.

### Époque moderne
La république de Moldavie occupe le tiers central de l'ancien gouvernement de Bessarabie de l’Empire russe tel qu'il avait été défini en 1812, lorsque ce territoire encadré par la rivière Prut, le Dniestr et la mer Noire, fut enlevé à la principauté de Moldavie par le traité de Bucarest qui, en coupant la principauté de Moldavie en deux, inaugure pour chaque moitié une histoire différente, plus proche des Balkans et de l'Europe centrale pour la moitié occidentale, qui en 1859 forme la Roumanie en s'unissant à la Valachie et qui se trouve aujourd'hui dans l'Union européenne et dans l'OTAN, mais plus proche de l'histoire russe et soviétique pour la moitié orientale, qui se trouve aujourd'hui dans la CEI et est observatrice de la Communauté économique eurasiatique.
Les conséquences de cette division sont aussi démographiques, car si dans la moitié occidentale aujourd'hui roumaine, 98 % des habitants sont des autochtones roumanophones, dans la moitié orientale aujourd'hui indépendante ou bien ukrainienne, ils sont moins de 65 %. Tous les Moldaves n'ont pas pour autant renoncé à l'idée de réunifier leur pays, même si le statu quo est aujourd'hui considéré tant par l'OTAN que par la Russie comme une condition du maintien de la paix dans la région.

Le reste de la Bessarabie de 1812 appartient aujourd'hui à l'Ukraine : Hotin (auj. Khotyn) au nord-ouest, et le Boudjak au sud-est (avec les quatre ports de Reni, Izmaïl, Chilia (auj. Kiliya) et Cetatea Albă (aujourd'hui Bilhorod-Dnistrovskyï) entre la république de Moldavie, la Roumanie, l'embouchure du Dniestr et la mer Noire).
Ainsi privée d'accès à la mer, mais s'étendant sur une partie de la Podolie (rive gauche du Dniestr), la Moldavie, unitaire durant la période soviétique, est de facto devenue fédérale en 1991 lors de son indépendance face à l'URSS, lorsque la Gagaouzie et la Transnistrie se sont déclarées indépendantes d'elle. Ultérieurement, la Gagaouzie a accepté le statut d'unité territoriale autonome reconnue de jure au sein de la Moldavie, statut également proposé à la Transnistrie qui l'a refusé (mais dont l'indépendance n'est pas reconnue par la communauté internationale).
Pour la période antérieure à 1859
Pour la période postérieure à 1812
Histoire contemporaine
République démocratique moldave (1917-1918) - République socialiste soviétique autonome moldave (1924-1940) - Occupation soviétique de la Bessarabie et de la Bucovine du Nord - République socialiste soviétique moldave (1940-1991) - Guerre civile de Moldavie (1992).

### Avant la principauté
Des traces d'habitat existent dès le Paléolithique et se multiplient au Néolithique, avec notamment la civilisation de Coucouténi-Tripolié. Durant l'Antiquité, on note dans la région la présence des Daces (ou Thraces septentrionaux selon Hérodote, dits aussi Gètes), des Scythes et des Bastarnes. La région échappe à la conquête de la Dacie par l'Empire romain : seul le Sud (autour de Cahul) est intégré à la province romaine de Scythie mineure. Les Daces restés libres dans le pays sont les Carpiens, qui ont laissé leur nom aux Carpates au IVe siècle, lorsque sous la pression des Goths et des Huns, ils ont migré vers le Sud-Ouest.
Après l'effondrement de l'empire des Huns, la région est disputée entre les Avars et les Onoghours, tandis que les tribus Slaves migrent vers le Sud, traversant le Danube pour s’installer dans les Balkans. Bien d’autres peuples y passent ensuite (Bulgares, Magyars, Petchénègues, Iasses, Coumans…) mais en dehors des vallées des principaux cours d’eau (Prut, Răut et Dniestr), le peuplement sédentaire, mélange de Daces romanisés et de Slaves connu sous le nom de Volochovènes, a été sporadique en raison du climat (périodes de sécheresse pluriannuelle) et d'invasions venues des steppes de l’Est (peuples de cavaliers nomades). Les deux phénomènes sont d’ailleurs liés : la végétation aussi a évolué selon ces aléas : lors des périodes plus humides propices au peuplement sédentaire, les forêts (codri), les prés (pășuni) et les cultures (ogoare) progressaient, tandis que lors des périodes sèches propices aux cavaliers nomades, c’étaient les steppes à chardons.
À chaque période sèche, les populations autochtones, des Gétodaces jusqu'aux Moldaves roumanophones actuels, se sont réfugiées sur les piémonts des Carpates orientales ou dans le Codru (plus arrosés en raison de leur altitude). Les pluies revenues, elles ont repeuplé le pays en creusant des puits et en refondant des villages, des villes, tout en assimilant au passage les minorités installées lors des invasions. L’avant-dernière grande invasion ayant dépeuplé le pays (mentionné comme loca deserta ou terra sine incolis sur les cartes de l’époque) fut celle des Tatars/Mongols au XIIIe siècle puis le repeuplement moldave s'est effectué au XIVe siècle, conclu par l’unification des petits voïvodats en une principauté de Moldavie.

### Principauté de Moldavie

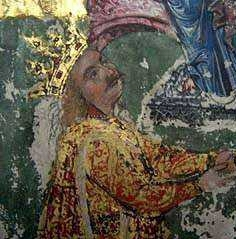
Étienne III de Moldavie a régné de 1457 à 1504 en laissant le souvenir d'un excellent voïvode, bon défenseur du pays (nombreuses victoires défensives contre les Hongrois, les Polonais, les Tatars et les Turcs), bon négociateur, bon administrateur et bâtisseur (il a laissé en Bucovine de nombreuses églises peintes). D'où de nombreuses statues, boulevards et écoles à son nom tant en Moldavie roumaine, qu'en république de Moldavie.

La fusion, par une dynastie venue de Marmatie, de plusieurs petits duchés du Moyen Âge (Hotin, Soroca, Hansca, Bârlad et le comté alain des Iasses) forme en 1359 la principauté de Moldavie.
En 1367, la Bessarabie jusque-là valaque est rattachée à la Moldavie (mais à l’époque, le nom de Bessarabie désigne seulement les rivages du Danube et de la Mer Noire libérés des Tatars par la dynastie valaque des Basarab : cette région est maintenant appelée Boudjak). Convoitée par ses puissants voisins du nord et de l’ouest, les royaumes de Hongrie et de Pologne, et régulièrement attaquée par les Tatars au sud et à l’est, la Moldavie cherche l’alliance des Jagellons et se reconnaît vassale de la Pologne (1387–1455) mais cela ne signifie pas, comme le montrent par erreur diverses cartes, qu'elle soit devenue une province polonaise ou un fief du roi de Pologne : ces erreurs sont dues d’une part à la confusion sémantique chez certains historiens modernes, entre voïvodie (province, en polonais) et voïvode (prince régnant, en roumain), ou encore entre suzeraineté et souveraineté, et d’autre part à la rétroprojection nationaliste de l’histoire. À cette époque, la Moldavie prospère, car aux XIVe et XVe siècles, avec la chute de Constantinople et surtout avec le règne d’Étienne III de Moldavie, de nombreux Romées (Byzantins) se réfugient en Moldavie et on voit ainsi le centre de l'orthodoxie se déplacer vers le nord avec l’érection de plus de 40 monastères en style byzantin recouverts de fresques. La Moldavie s’émancipe alors des Hongrois et des Polonais et devient pleinement indépendante mais, à partir de 1536, elle doit, pour conserver son autonomie, payer tribut à l’Empire ottoman, mais cela ne signifie pas, comme le montrent par erreur diverses autres cartes, qu'elle soit devenue une province turque.
En 1774, l’Autriche annexe la Bucovine (au nord-ouest du pays), puis en 1812, les Russes qui visent le contrôle des bouches du Danube obtiennent la moitié orientale du pays, et étendent le nom de Bessarabie à tout le territoire annexé dont Chișinău devient la capitale (traité de Bucarest (1812)).

### Dans le giron russe
En 1812, la Moldavie orientale, annexée, devient une province de l’Empire russe sous le nom de gouvernement de Moldavie-et-Bessarabie, peu après abrégé en Bessarabie (traité de Bucarest). Les autorités impériales considèrent que la Bessarabie doit devenir une terre russe y compris sur les plans démographique et culturel, et elles en prennent les moyens, mais en plusieurs étapes.

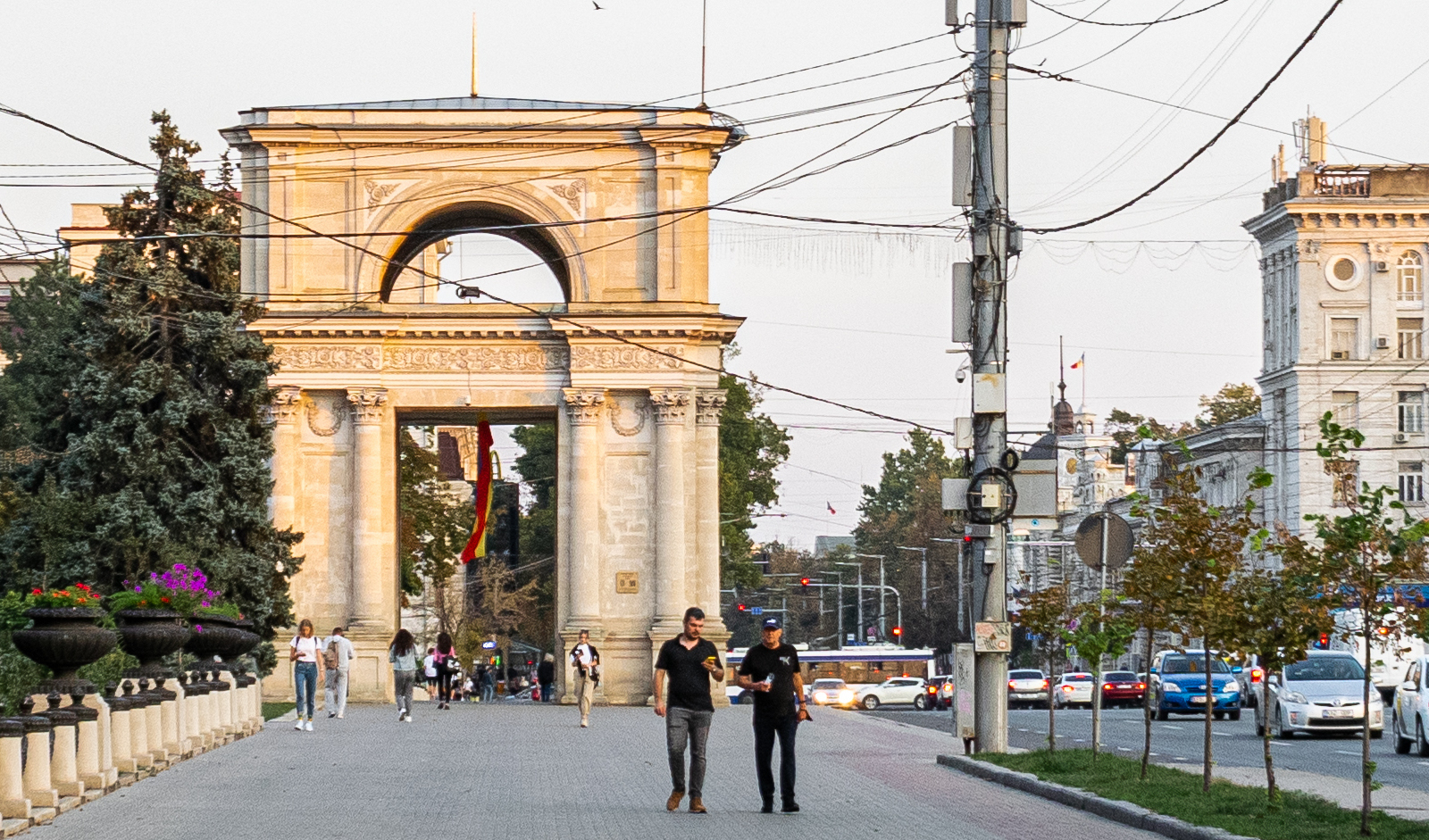
L'Arc de Triomphe de Chișinău pour commémorer la victoire de l'Empire russe pendant la guerre russo-turque de 1828-1829.

Sur le plan politique et linguistique, au début, l’autonomie de la Bessarabie est garantie en 1816, et le prince moldave Scarlat Sturdza, est nommé gouverneur. Mais l’autonomie est abolie en 1828 et Sturdza, destitué, doit s’exiler et est remplacé par des gouverneurs russes. En 1829, l’usage de la « langue moldave » (nom russe du roumain parlé par les Moldaves) est interdit dans l’administration au profit du russe. En 1833, le « moldave » est interdit dans les églises et, en 1842, dans les établissements d’enseignement secondaire, puis dans les écoles primaires en 1860. Enfin, en 1871, lorsque la Bessarabie devient une « goubernia » impériale, le moldave/roumain est purement et simplement interdit dans toute la sphère publique par oukase du Tsar.
Sur le plan démographique, les autorités impériales encouragent l’émigration des Moldaves (et en déportèrent de plus en plus) vers d’autres provinces de l’empire (notamment au Kouban, au Kazakhstan et en Sibérie), tandis que d’autres groupes ethniques, notamment Russes et Ukrainiens (appelés au XIXe siècle « Petits Russes »), étaient invités à s’installer dans la région. Selon le recensement de 1817, la Bessarabie était peuplée à 86 % de Moldaves, 6,5 % d’Ukrainiens, 1,5 % de Russes (Lipovènes) et 6 % issus d’autres groupes ethniques. Quatre-vingts ans plus tard, en 1897, la répartition ethnique avait sensiblement évolué, avec seulement 56 % de Moldaves, mais 11,7 % d’Ukrainiens, 18,9 % de Russes et 13,4 % de personnes issues d’autres groupes ethniques. En quatre-vingts ans, la part de la population autochtone avait donc chuté de 30 points de pourcentage.
En 1856, à la suite de la défaite des Russes à la guerre de Crimée, la principauté de Moldavie récupère le Sud de la Bessarabie (aujourd’hui Boudjak, ou Bugeac en roumain) (traité de Paris de 1856). Durant 22 ans, le processus de « dé-moldavisation » s’interrompt dans cette région.
Pour l’Empire russe, la Bessarabie est d’abord une région agricole et des voies ferrées sont construites pour la relier au port d’Odessa afin d’exporter les céréales et le bois moldaves. Sur le plateau au-dessus du vieux bourg moldave de Chișinău, une ville nouvelle russe au plan en damier est construite : là se trouvent administrations, casernes, cathédrale et manufactures.
À l’ouest du Prut, en 1859, la Moldavie occidentale et la Valachie s’unissent pour former la Roumanie : dès lors, les roumanophones des pays voisins (Banat, Transylvanie, Marmatie, Bucovine, Bessarabie et Dobroudja) réclament leur rattachement à ce pays. En 1878, à la suite de la guerre que Russes et Roumains ont menée ensemble contre l’Empire ottoman, la Russie récupère le sud de la Bessarabie (aujourd’hui Boudjak) (traité de Berlin de 1878) mais l’indépendance de la Roumanie est internationalement reconnue.

### Première indépendance et période roumaine

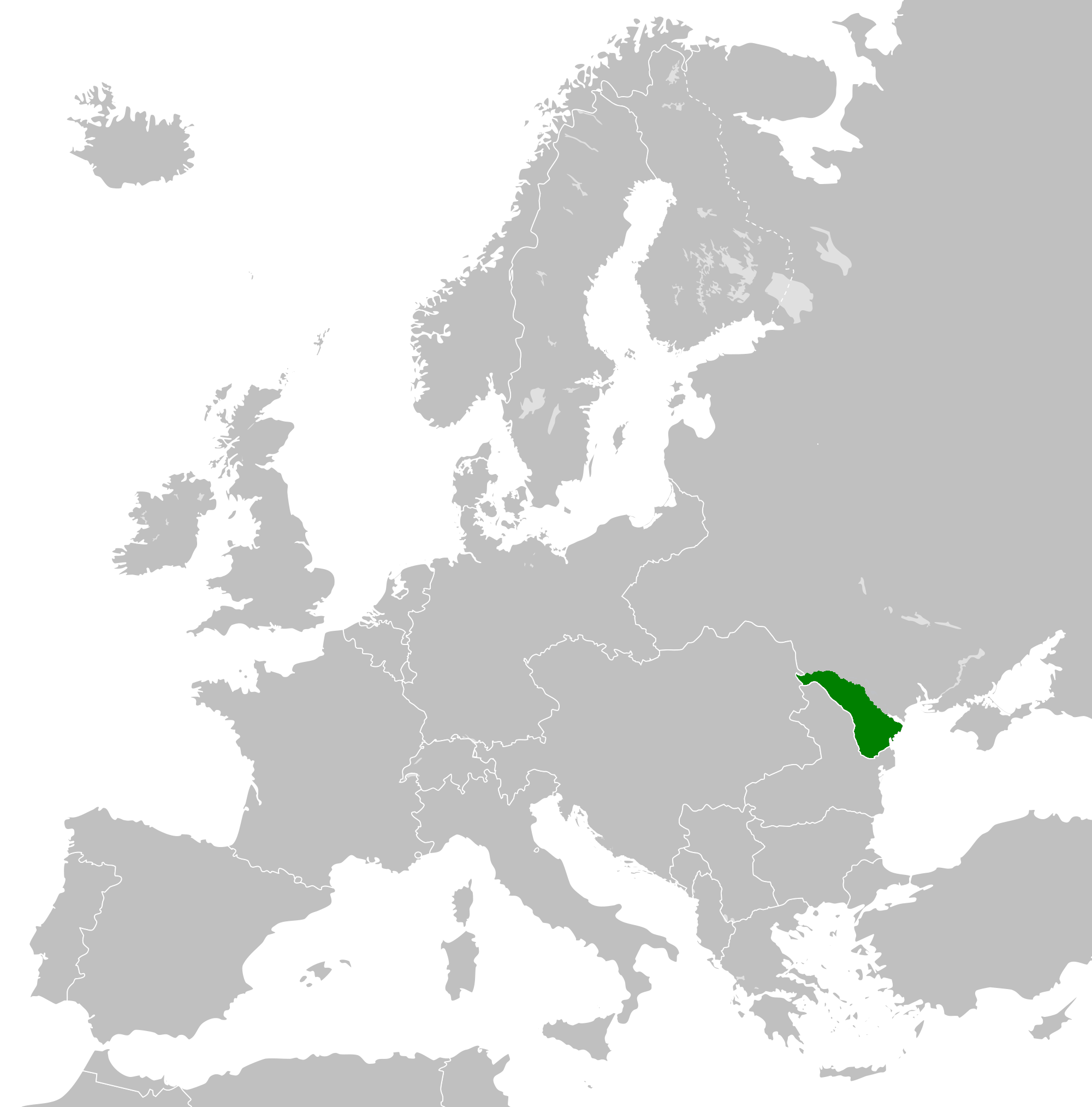
La République démocratique moldave (1917).

Pendant la Première Guerre mondiale, le 2 décembre 1917, l’indépendance de la république démocratique de Moldavie est proclamée par le Soviet moldave. Celui-ci, à majorité menchévique et roumanophone, mais menacé de mort par les bolcheviks (qui mettent à prix la tête des députés), appelle à la rescousse une division roumaine épaulée par la mission française Berthelot puis, le 27 mars 1918, vote, par 86 voix contre 3 et 36 abstentions, le rattachement à la Roumanie, à condition que celle-ci respecte les réformes démocratiques qu’il avait promulguées et l’autonomie du pays.
En 1924, l’URSS qui reprend à son compte les ambitions géopolitiques des tsars, refuse de reconnaître ce vote et fonde en Ukraine une Région socialiste soviétique autonome moldave (en roumain : « Transnistrie »).
Les réformes démocratiques du Soviet moldave sont partiellement respectées au début de la période roumaine, mais au fil des années et de la montée des nationalismes et des dictatures en Europe surtout à partir de la crise économique des années 1930, elles seront de plus en plus écornées, et en février 1938 la démocratie parlementaire roumaine s’effondre au profit de la dictature carliste dans une situation de quasi-guerre civile entre celle-ci et les fascistes violemment antisémites de la Garde de fer, particulièrement actifs en Bessarabie où les juifs (ici ashkénazes et russophones) étaient très nombreux. En Transnistrie soviétique, la population diminue à la suite de la guerre civile russe, aux persécutions et déportations de la Guépéou-NKVD, à la collectivisation et surtout à la famine : le comité Nansen est très présent en Bessarabie et y accueille des dizaines de milliers de réfugiés majoritairement Russes, Juifs et Ukrainiens fuyant l’URSS, de sorte que le nombre de russophones augmente en Bessarabie même durant la période roumaine.

### Seconde Guerre mondiale

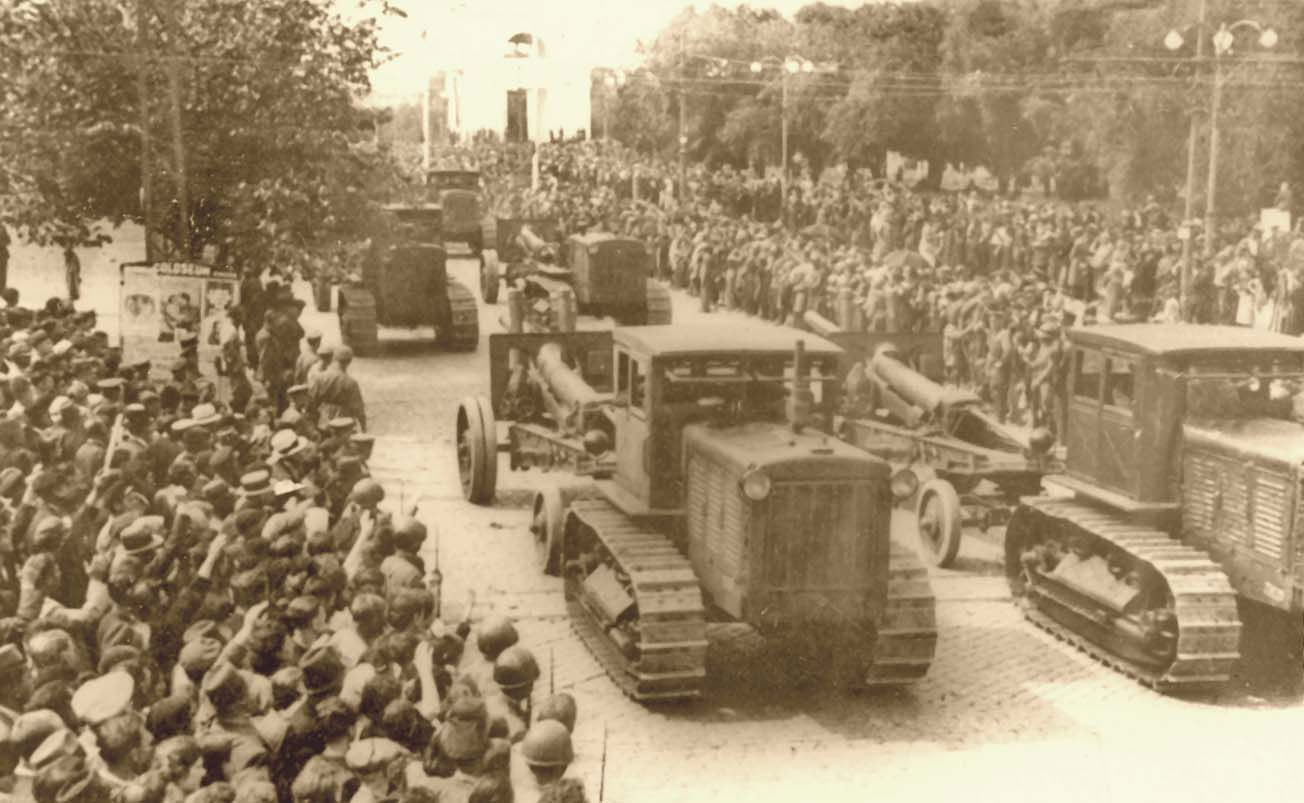
Occupation soviétique de la Bessarabie et de la Bucovine du Nord.

Au début de la Seconde Guerre mondiale, le 2 août 1940, alors que le roi Carol II, autoritaire et pro-Alliés, est encore au pouvoir, l’URSS, en application du Pacte germano-soviétique, envahit le territoire, que les Roumains évacuent sans combattre. Les Soviétiques rattachent à la RSSAM (qui perd la moitié de son territoire de 1924 au profit de l’Ukraine) les deux tiers de la Bessarabie (le tiers restant va à l’Ukraine) et déportent 110 000 roumanophones instruits (même politique qu’en Pologne et dans les pays baltes).
En juin 1941, la Roumanie, cette fois dirigée par Ion Antonescu, le « Pétain roumain », attaque l’URSS aux côtés de l’Axe (opération Barbarossa) et récupère le territoire : déportation de 140 000 Juifs (210 000 autres fuient vers l’URSS : la plupart seront rattrapés par la Wehrmacht ou l’armée roumaine et tués en Ukraine) et de certains Roms.
Entre mars et août 1944, l’URSS récupère à son tour le territoire : déportation de septembre 1944 à mai 1945 de 120 000 roumanophones accusés d’avoir servi la Roumanie.

### Dans le giron soviétique
La Moldavie sort de la guerre ravagée. La pénurie de médecins favorise la propagation des épidémies, une grande partie de la population est au chômage et la famine fait son apparition. L'URSS investit massivement pour relancer l'industrie et l'agriculture, ainsi que pour importer des équipements et des matières premières. Le pays développe par la suite une agriculture prospère, reposant notamment sur la viticulture. L'industrie se développe à partir des années 1950. Après la Seconde Guerre mondiale l'URSS va procéder ensuite à une russification de la République socialiste soviétique moldave beaucoup plus intense que celle due à l'Empire russe). Une immigration slave se développe et les roumanophones continuent à être dispersés hors de Moldavie par le jeu des attributions de postes et des déplacements de main-d’œuvre pour les grands travaux (beaucoup se retrouvent au Kazakhstan). La Bessarabie sera pour l'URSS ce qu'elle avait été pour l'Empire russe : un grenier agricole. Aucun projet important de modernisation n'est entrepris par les Soviétiques sur la rive droite du Dniestr, et les industries sont concentrées sur la rive gauche qui fait sécession lors de l'indépendance, de telle sorte que, après 1991, la république de Moldavie est le plus pauvre pays d'Europe, contrairement à la partie de la Moldavie qui se trouve en Roumanie. En 1978, 86 % des dirigeants sont des non-Roumains (Russes et Ukrainiens pour la plupart). Par ailleurs, le cours du bas-Dniestr s’industrialise : centrale hydroélectrique de Dubăsari, arsenal de Colbasna, industries mécaniques et d’armement de Tiraspol. La Moldavie devient par ailleurs la principale région viticole soviétique, et c’est surtout par ce biais qu’elle y est connue.
Entre 1985 et 1991, sous Gorbatchev, la politique de perestroïka se traduit en Moldavie par une revendication de reconnaissance de l’identité roumaine des autochtones et par un retour à l'alphabet latin, le roumain devenant officiel à côté du russe.
Après l'indépendance, en 1994, un référendum pour unifier la république de Moldavie avec la Roumanie donne le « non » gagnant à 97,9 %.

### Seconde indépendance

#### Guerre du Dniestr (1991)

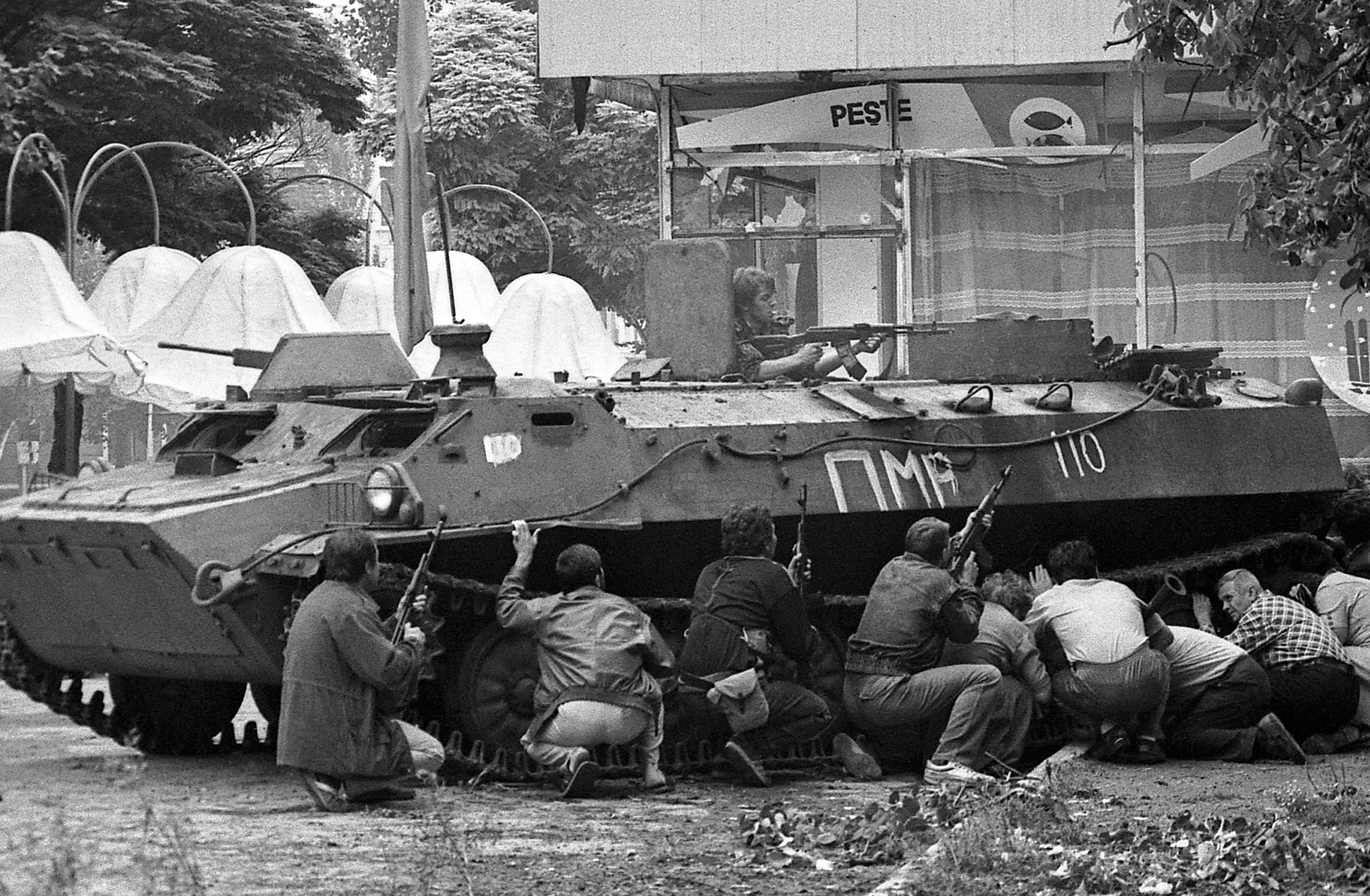
Forces transnistriennes pendant la bataille de Tighina.

Le 27 août 1991, la république de Moldavie proclame son indépendance, immédiatement reconnue par la Roumanie, puis par la communauté internationale. En décembre 1991, dans la région à l'est du fleuve Dniestr, la république moldave du Dniestr, qui comprend une grande proportion de Slaves orientaux à prédominance russophone, d'origine ukrainienne (28 %) et russe (26 %) (au total 54 % en 1989) fait secession (indépendance non reconnue par la communauté internationale) et demande son rattachement à la Russie ou à l'Ukraine ; 500 « cosaques » russophones encadrés par la 14e armée russe de la Garde (stationnée à Tiraspol) prennent le contrôle de la rive gauche du Dniestr où se trouvent 80 % des industries ; un millier de volontaires moldaves armés tentent de passer le Dniestr pour en reprendre le contrôle, mais sont repoussés (208 tués). Entre le 2 mars et le 26 juillet 1992, le conflit dégénére en engagement militaire entre les forces moldaves et séparatistes de Transnistrie, la Russie intervenant militairement aux côtés de ces derniers. Ce conflit se conclut par un cessez-le-feu et statu quo ante bellum : la Transnistrie reste de facto un État indépendant et l’établissement d’une zone de sécurité surveillée par une triple force de maintien de la paix composée de personnel russe, transnistrien et moldave.

#### Passage à l'économie de marché et impasse politique (1992-2012)
Le 2 janvier 1992, la Moldavie introduit une économie de marché en libéralisant les prix, ce qui entraîne une inflation rapide. De 1992 à 2001, le pays connait une grave crise économique, laissant la majeure partie de la population sous le seuil de pauvreté. En 1993, le gouvernement moldave introduit une nouvelle monnaie nationale, le leu moldave, pour remplacer le coupon moldave. L'économie de la Moldavie commence à changer en 2001 ; et jusqu'en 2008, le pays connait une croissance annuelle régulière comprise entre 5 % et 10 %. Le début des années 2000 a également vu une croissance considérable de l'émigration des Moldaves à la recherche de travail (pour la plupart illégalement) en Russie (en particulier dans la région de Moscou), en Italie, au Portugal, en Espagne et dans d'autres pays ; les envois de fonds des Moldaves à l'étranger représentent près de 38 % du PIB de la Moldavie, le deuxième pourcentage le plus élevé au monde, après le Tadjikistan (45 %),.
Lors des élections législatives de 1994, le Parti agraire remporte la majorité des sièges, marquant ainsi un tournant dans la politique moldave. Le Front populaire nationaliste étant désormais minoritaire au Parlement, de nouvelles mesures visant à modérer les tensions ethniques dans le pays pourraient être adoptées. Les projets d'union avec la Roumanie ont été abandonnés et la nouvelle Constitution a donné l'autonomie à la Transnistrie et à la Gagaouzie séparatistes.
Rassemblant 49,9 % des voix, le Parti communiste de la République de Moldavie (réinstitué en 1993 après avoir été interdit en 1991), remporte 71 des 101 députés et, le 4 avril 2001, élit Vladimir Voronin comme troisième président du pays (réélu en 2005). Le pays est devenu le premier État post-soviétique où un Parti communiste non réformé est revenu au pouvoir.
En 2001-2003, les relations entre la Moldavie et la Russie se sont améliorées, mais se sont temporairement détériorées en 2003-2006, à la suite de l'échec du mémorandum Kozak, culminant avec la crise des exportations de vin de 2006. Le Parti communiste de la République de Moldavie réussi à se maintenir au pouvoir pendant huit ans.
Lors des élections parlementaires d'avril 2009, le Parti communiste remporte 49,48 % des voix, suivi du Parti libéral avec 13,14 % des voix, du Parti libéral-démocrate avec 12,43 % et de l'Alliance Notre Moldavie avec 9,77 %. Les résultats controversés de ces élections ont déclenché les manifestations contre les élections parlementaires moldaves d'avril 2009,,.
En août 2009, quatre partis moldaves (Parti libéral-démocrate, Parti libéral, Parti démocrate et Notre Alliance Moldavie) sont convenus de créer l'Alliance pour l'intégration européenne qui a poussé le Parti communiste de la République de Moldavie dans l'opposition. Le 28 août 2009, cette coalition choisi un nouveau président du Parlement (Mihai Ghimpu) lors d'un vote boycotté par les législateurs communistes. Vladimir Voronine, président de la Moldavie depuis 2001, démissionne finalement le 11 septembre 2009, mais le Parlement ne réussit pas à élire un nouveau président. Le président par intérim Mihai Ghimpu institue la Commission de réforme constitutionnelle en Moldavie pour adopter une nouvelle version de la Constitution.

#### Crises politiques et enlisement dans la corruption (2013-2020)

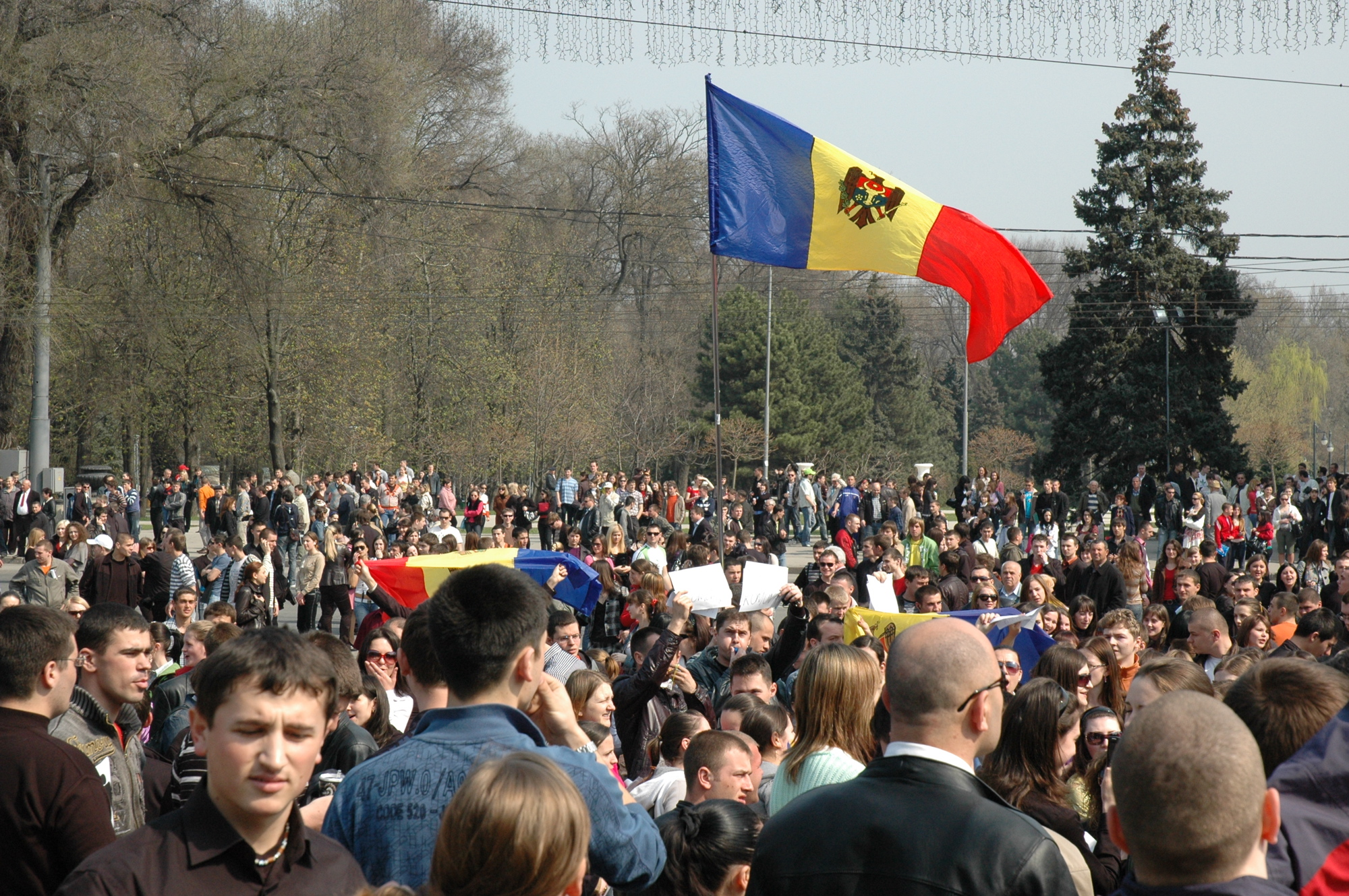
Manifestations devant le bâtiment du Parlement en 2009.

En novembre 2014, la banque centrale de Moldavie a pris le contrôle de la Banca de Economii, le plus grand prêteur du pays, ainsi que de deux institutions plus petites, la Banca Sociala et l'Unibank. Les enquêtes sur les activités de ces trois banques ont révélé une fraude à grande échelle au moyen de prêts frauduleux à des entités commerciales contrôlées par un oligarque moldave-israélien, Ilan Shor, de fonds d'une valeur d'environ 1 milliard de dollars américains. L'ampleur de la fraude par rapport à la taille de l'économie moldave est citée comme faisant pencher la politique du pays en faveur du Parti socialiste pro-russe. Shor est reconnu coupable de fraude et de blanchiment d'argent et condamné à 15 ans de prison.
Après une période d'instabilité politique et de protestations publiques massives, un nouveau gouvernement dirigé par Pavel Filip est investi en janvier 2016. Des inquiétudes concernant la corruption à l'échelle de l'État, l'indépendance du système judiciaire et le manque de transparence du système bancaire sont exprimées. La chaîne de télévision allemande Deutsche Welle a également fait part de ses inquiétudes quant à l'influence présumée de l'oligarque moldave Vladimir Plahotniuc sur le gouvernement Filip.
Lors de l'élection présidentielle de décembre 2016, le socialiste et pro-russe Igor Dodon est élu nouveau président de la république.
En 2019, du 7 au 15 juin, le gouvernement moldave traversé une période de double pouvoir dans ce que l’on appelle la crise constitutionnelle moldave de 2019. Le 7 juin, la Cour constitutionnelle, que l'on croit largement contrôlée par Vladimir Plahotniuc[86] du Parti démocrate, annonce qu'elle suspend temporairement le pouvoir le président en exercice, Igor Dodon, en raison de son « incapacité » à nommer de nouvelles élections législatives, le Parlement n'ayant pas formé de coalition dans les trois mois suivant la validation des résultats des élections. Le 8 juin, le Bloc électoral ACUM conclue un accord avec le parti socialiste pour former un gouvernement dirigé par Maia Sandu en tant que nouvelle Première ministre, chassant ainsi le Parti démocrate du pouvoir. Ce nouveau gouvernement était également soutenu par Igor Dodon.
Après une semaine de réunions gouvernementales, de quelques manifestations et d'un soutien de la communauté internationale à la nouvelle coalition gouvernementale, Pavel Filip démissionne de son poste de Premier ministre et appelle à de nouvelles élections. La Cour constitutionnelle annule sa décision le 15 juin, mettant ainsi fin à la crise.

#### Présidence de Maia Sandu (depuis 2020)

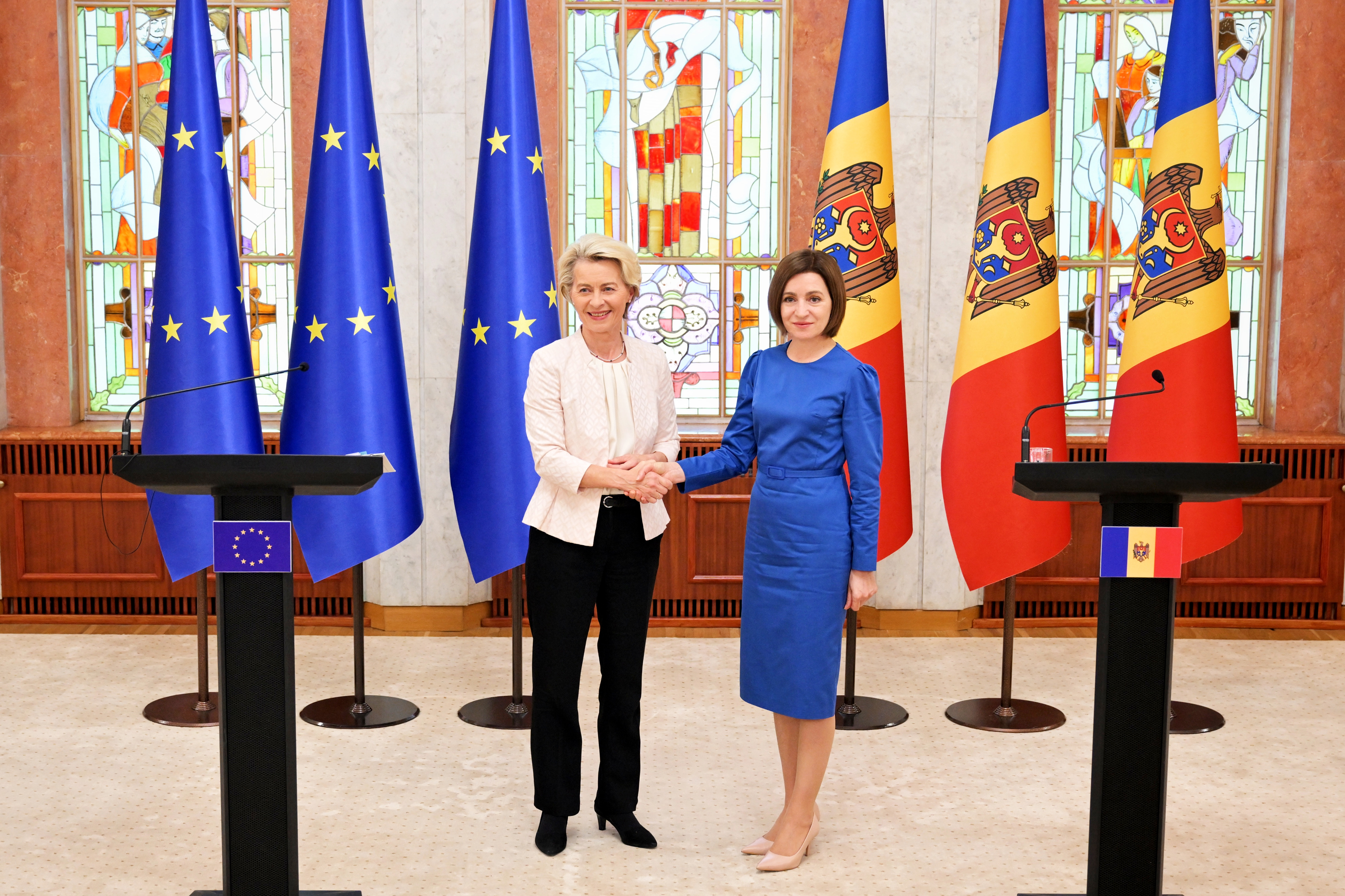
Ursula von der Leyen, présidente de la Commission européenne, et Maia Sandu, présidente de la Moldavie, le 31 mai 2023.

Lors de l'élection présidentielle de novembre 2020, la candidate de l'opposition pro-européenne Maia Sandu est élue nouvelle présidente de la république, battant le président pro-russe sortant Igor Dodon et devenant ainsi la première femme élue présidente de Moldavie.
Le 28 avril 2021, Sandu dissout le Parlement après que la Cour constitutionnelle met fin à l'état d'urgence en Moldavie provoqué par la pandémie de coronavirus. Des élections législatives ont eu lieu le 11 juillet 2021. Les élections parlementaires anticipées ont abouti à une victoire écrasante du Parti action et solidarité, pro-européen.
Le 6 août 2021, le cabinet dirigé par Natalia Gavrilița a prêté serment avec 61 voix, toutes issues du Parti action et de solidarité (PAS). Gavrilița démissionne le 10 février 2023 et est remplacé par Dorin Recean au poste de Premier ministre de Moldavie,.
Depuis que Maia Sandu est élue présidente de la Moldavie, le pays poursuit l'objectif d'une adhésion à part entière à l'Union européenne d'ici 2030 ainsi qu'une coopération plus approfondie avec l'OTAN,. Cela a conduit la Moldavie à signer la demande d'adhésion à l'UE le 3 mars 2022 et le 23 juin 2022, la Moldavie s'est officiellement vu accorder le statut de pays candidat par les dirigeants de l'UE.
L'invasion de l'Ukraine par la Russie provoque d'importantes perturbations économiques en Moldavie tout au long de l'année 2022, notamment en raison de sa dépendance à l'époque à l'égard du pétrole et du gaz russes, avec une inflation annuelle atteignant 22 % et une croissance chutant d'une poussée post-COVID de 14 % à 0,3 %.
En février 2022, Sandu condamne l'invasion russe de l'Ukraine, la qualifiant de « violation flagrante du droit international ainsi que de la souveraineté et de l'intégrité territoriale de l'Ukraine ».
Selon le HCR, depuis le 24 février 2022, plus de 780 000 réfugiés ukrainiens sont autorisés à traverser la frontière vers la Moldavie. Parmi ce nombre, quelque 107 000 ont choisi de rester en Moldavie, le reste demandant l'asile dans d'autres pays,.
Le pays a reçu les éloges des Nations unies pour ses efforts visant à protéger les réfugiés ukrainiens, bien qu'il soit l'un des pays les plus pauvres d'Europe. Environ 75 % des réfugiés ukrainiens en Moldavie ont été accueillis par des familles moldaves ordinaires, partageant leur maison avec leurs nouveaux invités.
En février 2023, une tentative de coup d’État menée par une série d’acteurs soutenus par la Russie est découverte, impliquant des saboteurs ayant une formation militaire et vêtus de vêtements civils pour organiser des attaques (y compris contre des bâtiments publics) et prendre des otages. Le gouvernement moldave devait être renversé et remplacé par un gouvernement fantoche. Le plan aurait impliqué une alliance entre des groupes criminels et deux oligarques moldaves en exil. Lors d'un point de presse du 10 mars, le coordonnateur des communications stratégiques du Conseil de sécurité nationale des États-Unis, John Kirby, rend publiques des informations sur les efforts russes visant à déstabiliser la Moldavie, obtenues par les États-Unis. Kirby déclare que le gouvernement américain pensait que la Russie poursuivait ses efforts de déstabilisation en Moldavie dans le but ultime de remplacer le gouvernement moldave actuel par un autre qui serait plus favorable aux intérêts russes.
Le 19 juin 2023, le Parti Șor est interdit par la Cour constitutionnelle de Moldavie après des mois de manifestations pro-russes visant à déstabiliser le gouvernement moldave.

## Subdivisions administratives

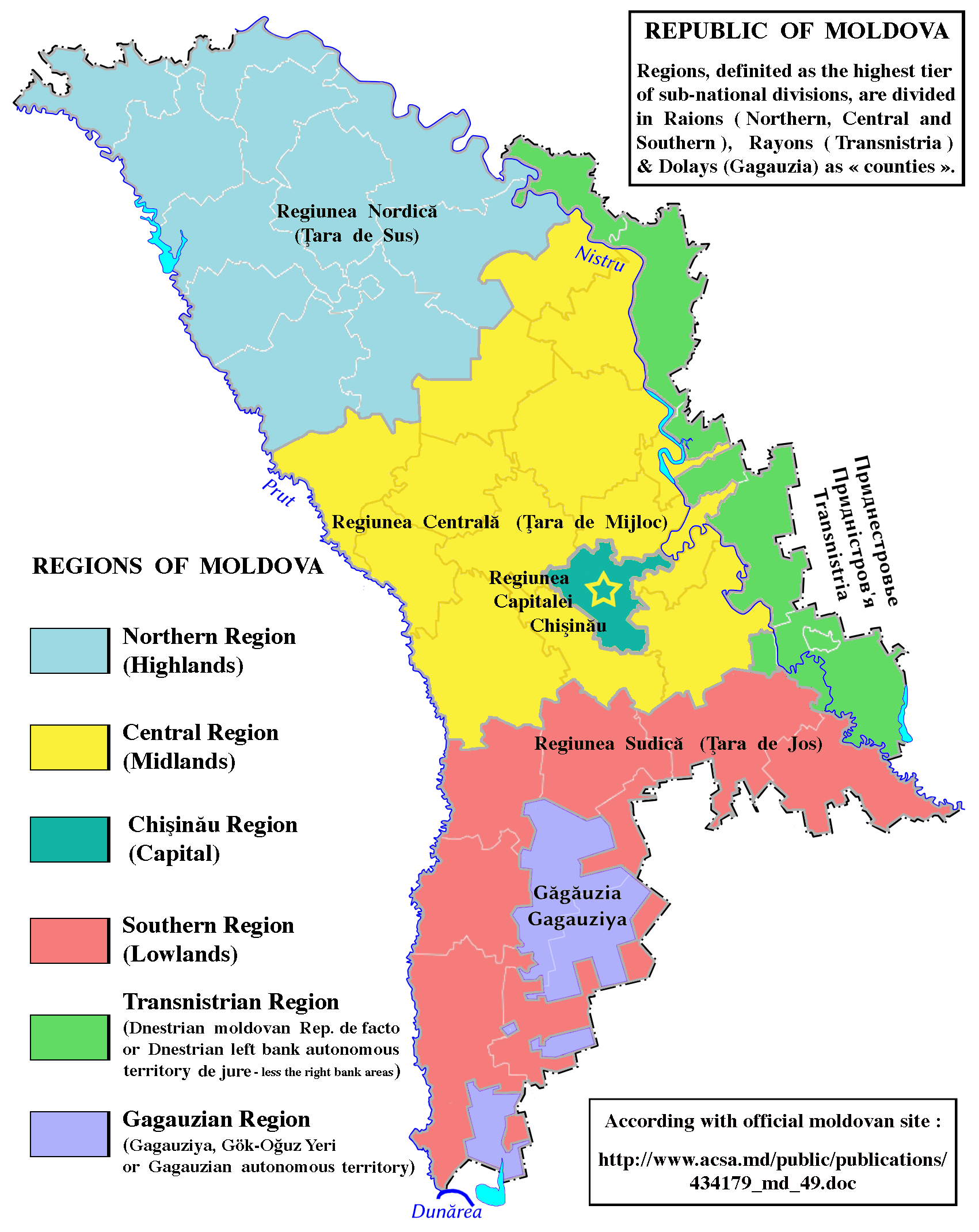
Régions de la Moldavie (de facto).

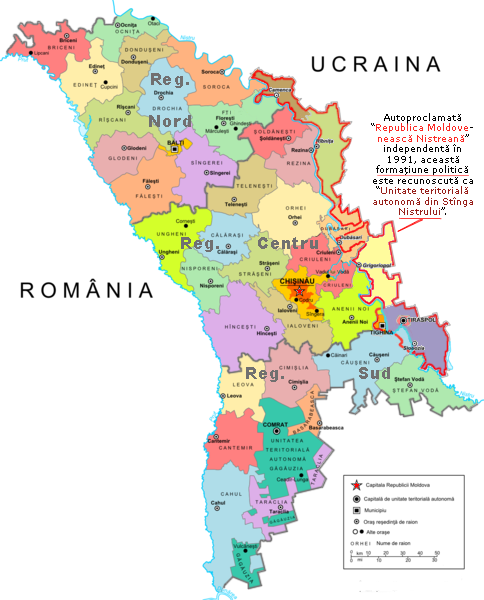
Organisation administrative de la Moldavie.

L'administration de la république de Moldavie comprend :
- 37 arrondissements (raioane : raïons) ;
- 4 municipalités ;
- l'unité territoriale autonome de Gagaouzie ;
- sur quatre raïons et demi et deux municipalités, la république moldave du Dniestr (autoproclamée et de facto indépendante, reconnue de jure comme unité territoriale autonome de la rive gauche du Dniestr).

La question de l'organisation administrative du pays n'a jamais été envisagée du point de vue de l'état de droit (mêmes droits pour tous, à égalité) ni du point de vue pratique et ergonomique (des subdivisions basées sur la géographie). Au contraire, elle a été instrumentalisée dans le cadre du combat politique entre la majorité autochtone roumanophone, et les minorités slavophones. Les dirigeants de la communauté roumanophone ont essayé d'appliquer à la Moldavie la tradition administrative roumaine, elle-même d'inspiration française, en mettant en place des județe (départements) avec un préfet et une forte centralisation. Les dirigeants slavophones, inspirés par le modèle soviétique, ont au contraire préféré fédéraliser le pays et organiser le territoire en raïons (arrondissements) dirigés par des comités, avec des différences entre raïons urbains et ruraux, et des républiques autonomes locales basées sur l'ethnographie.
Entre ces deux modèles, un compromis, qui ne satisfait personne pleinement et introduit des différences de droit d'une région à l'autre, a abouti à une fédéralisation profitant à la Transnistrie, située entre le Dniestr et l'Ukraine et à la Gagaouzie, considérées comme des « unités territoriales autonomes ». Ces deux territoires, où l'autorité de l'État ne s'exerce pas, disposent à eux seuls de 85 % de la puissance économique de la Moldavie, alors qu'ils ne représentent que 18 % de son territoire.

### Villes
| N° | Nom          | Région            | Pop.    |
| -- | ------------ | ----------------- | ------- |
| 1  | Chișinău     | Chișinău          | 590 631 |
| 2  | Tiraspol     | Tiraspol          | 133 807 |
| 3  | Bălți        | Bălți             | 97 930  |
| 4  | Tighina      | Tighina           | 91 882  |
| 5  | Rîbnița      | Raion de Rîbnița  | 48 500  |
| 6  | Cahul        | Raion de Cahul    | 40 900  |
| 16 | Ocnița       | Raion d'Ocnița    | 39 500  |
| 7  | Ungheni      | Raion d'Ungheni   | 38 400  |
| 8  | Soroca       | Raion de Soroca   | 37 600  |
| 9  | Orhei        | Raion d'Orhei     | 33 700  |
| 10 | Dubăsari     | Raion de Dubăsari | 23 650  |
| 11 | Comrat       | Gagaouzie         | 26 300  |
| 14 | Ceadîr-Lunga | Gagaouzie         | 22 800  |
| 15 | Strășeni     | Raion de Strășeni | 21 400  |
| 18 | Drochia      | Raion de Drochia  | 20 500  |
| 12 | Edineț       | Raion d'Edineț    | 20 200  |
| 19 | Slobozia     | Raion de Slobozia | 20 000  |
| 13 | Căușeni      | Raion de Căușeni  | 19 900  |
| 17 | Florești     | Raion de Florești | 15 500  |
| 20 | Sîngerei     | Raion de Sîngerei | 15 500  |

## Population
La république de Moldavie (hors Transnistrie) compte 2 681 735 habitants, selon le recensement de 2019. Deux cultures cohabitent et parfois s'affrontent dans le pays : d'une part celle latine de la majorité autochtone roumanophone et d'autre part celle slavophone des minorités russe, ukrainienne et gagaouze (les Gök-Oğuz étaient initialement turcophones, mais ont été en grande partie russifiés pendant la période soviétique). Cette cohabitation ethnique, linguistique et culturelle a commencé en 1812, année où la Russie tsariste reçoit la Moldavie orientale au traité de Bucarest.
Avant les bouleversements démographiques de la Seconde Guerre mondiale et de l'après-guerre, la population était constituée de roumanophones (désignation linguistique) moldaves (désignation géographique), avec des minorités d'Ukrainiens, de Russes blancs, de Bulgares, d'Allemands, de Gagaouzes, de Grecs, d'Arméniens et de Juifs ashkénazes. Au brassage des cultures et aux vagues migratoires se sont ajoutées au XXe siècle la déportation organisée contre les Roms et les Juifs par le régime fasciste d'Ion Antonescu lors de la Shoah en Roumanie et contre les Moldaves par le NKVD : entre 1940 et 1953 environ 46 000 Moldaves ont été déportés,, et entre 1946 et 1947 environ 200 000 personnes sont mortes à la suite de la famine de 1946-1947,,. Le 6 juillet 1949 commence la troisième vague de déportations : 11 324 familles sont concernées (environ 40 850 personnes) tandis que la colonisation russe s'intensifie.

### Désignation de la langue officielle
La désignation de la langue officielle de l'État (langue maternelle des autochtones, 78 % de la population) a été double de 1994 à 2023 :
- « Roumain » (limba română /'limba ro'mɨnə/) est le nom de cette langue romane orientale aux termes de la déclaration d’indépendance de 1991 et de l’arrêt no 36 de la Cour constitutionnelle du 5 décembre 2013[88] : c’est le nom utilisé par les pro-européens et aussi par le pays voisin, la Roumanie, dont la région contigüe est également appelée « Moldavie » et a aussi fait partie de l’ancienne principauté de Moldavie ;
- « Moldave » (limba moldovenească /'limba moldoven'e̯ascə/) a été l’autre appellation de cette langue selon l’article 13 de la Constitution[89] : c’est le nom utilisé par les minorités slavophones et les partis pro-russes : socialiste, communiste et Ilanshoriste principalement.

Un décret du Soviet suprême de la République socialiste soviétique moldave du 31 août 1989 affirmait que « moldave et roumain sont une même langue ». Les deux dénominations concernaient la même langue ausbau, « moderne » ou « savante », parlée en Moldavie et Roumanie par environ 24 millions de locuteurs, dont 3,5 millions en république de Moldavie. Expression d'une orientation politique pro-russe, la dénomination « Moldave » pour la langue moderne, ne doit pas être confondue avec le parler moldave de la langue roumaine tel qu'il est reconnu par les linguistes,.
Après trente ans de lutte culturelle et d'invectives, le 2 mars 2023, le parlement moldave a modifié, sur proposition de l'Académie des sciences de Moldavie, l'article 13 de la Constitution, en remplaçant l'expression « langue moldave » par « langue roumaine », ou « le moldave » par « le roumain ». Depuis, les citoyens de la Moldavie sont désormais tous des « Moldaves », avec le roumain comme langue usuelle de 78 % d'entre eux, à côté du russe, de l'ukrainien, du gagaouze et du bulgare, à l'exemple de la Belgique ou de la Suisse dont tous les citoyens sont également « Belges » ou « Suisses » quelles que soient leurs langues.

### Recensements
Selon le géographe A. Zachtchouk en 1862, la Bessarabie était peuplée à 73 % de « Roumains moldaviens » (Румынъ молдавяниный), à 6 % de Russes et Lipovènes, à 4 % d’Ukrainiens, 7 % de Juifs, 5 % de Bulgares, 4 % d'Allemands et 1 % issus d’autres groupes ethniques.
Trente-six ans plus tard, en 1897, la répartition ethnique des 1 933 436 habitants avait sensiblement évolué, avec 47,6 % de Roumains (appelés « Moldaves » : Молдаване alors néologisme), 19,6 % d’Ukrainiens, 11,8 % de Juifs, 8 % de Russes, 5,3 % de Bulgares, 3,1 % d’Allemands et 2,9 % de Gagaouzes : la part de la population autochtone avait donc fortement chuté dans les statistiques car les Moldaves comprenant le russe ont été comptabilisés comme Russes en 1897, ce qui a produit au début du XXe siècle une profusion de cartes linguistiques montrant une Bessarabie majoritairement russophone.
Le recensement roumain de 1930 trouve en Bessarabie 56,2 % de Roumains/Moldaves, 12,3 % de Russes et 11 % d'Ukrainiens.
La Bessarabie, ayant changé de mains trois fois au cours de la guerre, et où le front s’est trouvé de mars à août 1944, en a démographiquement beaucoup souffert. Selon les rapports des ministres Krouglov et Lavrenti Beria à Staline, cités par l’historien Nikolaï Bougaï, et selon les données des recensements, de 1940 à 1950 la région a perdu un tiers de sa population, passant de 3 200 000 personnes selon le recensement roumain de 1938, à 2 229 000 selon le recensement soviétique de 1950. Ainsi 979 000 personnes ont disparu en dix ans, parmi lesquelles 230 000 Juifs qui ont été soit massacrés par le régime fasciste du maréchal Ion Antonescu, soit ont fui vers l’URSS et ne sont jamais revenus, qu’ils s’y soient établis ou qu’ils y aient été rattrapés par la Wehrmacht puis tués par les Einsatzgruppen.
À partir de 1991, le Bureau moldave de statistique offrit aux citoyens roumanophones la possibilité de se déclarer au choix « roumains » ou « moldaves ». Dans le contexte de la guerre du Dniestr et des pressions russes, seuls 2,2 % osèrent de déclarer roumains, ce qui les rangea à côté des autres minorités : 8 % des citoyens se déclarent Ukrainiens, 5,9 % Russes, 4,4 % Gagaouzes (population turcophone chrétienne). La très grande majorité (près de 80 %) se désigna prudemment « Moldave ». Selon les différents recensements :
- en 1970 : 69 % des habitants de la Moldavie ont déclaré que le moldave (nom du roumain en URSS) était leur langue maternelle ;
- en 1989 : il y avait 88 419 Bulgares en république de Moldavie ;
- en 1992 : 4 305 émigrants vers Israël depuis la république de Moldavie constituaient 7,1 % des immigrants ex-soviétiques vers Israël cette année-là. Simultanément, 60 % des achats de terrains et d'immeubles par des étrangers en Moldavie étaient le fait de citoyens israéliens ;
- en 2004 : il y avait 65 072 Bulgares selon le recensement ;
- en 2006 : 79 % des habitants de la Moldavie ont déclaré que le moldave était leur langue usuelle (dont 63 % l'ont déclaré comme langue maternelle), 2,2 % se sont déclarés de langue maternelle roumaine, 27 % le russe ou l'ukrainien ;
- en 2010 : 75 % des habitants de la Moldavie ont déclaré que le moldave était leur langue usuelle, 77 % des habitants ayant le roumain comme langue maternelle ;
- en 2016 : 78 % des habitants de la Moldavie ont déclaré que le moldave / roumain était leur langue maternelle et usuelle[97].

Selon ces recensements, dans la république de Moldavie (sans la Transnistrie) vivent environ 3 millions de Moldaves roumanophones, 250 000 Ukrainiens, 100 000 Gagaouzes et 90 000 Russes. Dans la république séparatiste de Transnistrie vivent 300 000 Moldaves, 250 000 Russes, 200 000 Ukrainiens et plusieurs milliers de Juifs, Tatars, Bulgares, Gagaouzes, etc. Sur l'ensemble des habitants actuels du territoire moldave, 3,3 millions sont Moldaves (78 %), 450 000 sont Ukrainiens (10 %), 340 000 sont Russes (7 %), un peu plus de 100 000 sont Gagaouzes (4 %) et presque 100 000 sont des minorités plus petites (Polonais, Roms, Bulgares, Juifs, Tatars, Arméniens…).

### Polyglottes usuels
Ces chiffres correspondent aux déclarations des citoyens recensés et ne tient pas compte du fait que l'ensemble de la population est bilingue, comprenant couramment le russe, qui était « langue de communication inter-ethnique » comme dans tous les états de la CEI. Avant 1991, le russe était obligatoire dans le cursus scolaire : école primaire, collège, lycée, et université. De ce fait, les Moldaves scolarisés avant 1991 parlent couramment russe. Un sixième de la population est unilingue russe. Les rares personnes unilingues en roumain sont les roumanophones originaires de Roumanie. Les deux tiers de la population sont trilingues russe-ukrainien-roumain, russe-gagaouze-roumain ou russe-bulgare-roumain. C'est pourquoi, selon les recensements et les auteurs, depuis 1910, la proportion de roumanophones varie de 56 % à 79 %. De leur côté, un bon tiers des minorités comprend le « moldave » et un sixième le parle plus ou moins couramment, mais en utilisant de nombreux « russismes ».

### Diaspora
L'émigration est un phénomène de masse en Moldavie et a un impact majeur sur la démographie et l'économie du pays. La diaspora est décomptée d'après le droit international qui est un droit du sol : tous les citoyens de la Moldavie sont comptés ensemble sans distinction d'origine, de langue ou d'identité ethnique. On estime que plus de 1,2 à 2 millions de citoyens moldaves (plus de 25 % de la population) vivent et travaillent à l'étranger,. L'économie moldave reste fortement dépendante des envois de fonds des migrants. La diaspora moldave habite dans la région des Balkans, en Europe occidentale et en Amérique du Nord. Parmi les populations de la diaspora moldave les plus notables figurent : 285 000 en Roumanie (2020), 258 600 en Ukraine (2002), 156 400 en Russie (2010), 188 923 en Italie (2019), 122 000 en Allemagne (2022), 26 300 en France (2019), et 20 470 au Canada (2021).
Les tendances actuelles indiquent que la population de la Moldavie va continuer à diminuer, l'émigration restant à la fois chronique et supérieure à l'immigration ou aux taux de natalité naturels. En 2020, l'émigration nette est tombée à 7 000, mais en 2022, 43 000 personnes de plus ont quitté le pays qu'elles ne sont entrées, bien que ce chiffre soit légèrement en baisse par rapport à l'émigration nette de 45 000 en 2021. Certains éléments indiquent que l'invasion de l'Ukraine et les efforts du pays vers l'adhésion à l'Union européenne pourraient avoir conduit à une augmentation du nombre d'émigrants moldaves retournant dans leur pays de naissance, cherchant à aider le pays à rejoindre l'UE. La diaspora moldave a également eu une influence significative lors des récentes élections moldaves, votant massivement pour Maia Sandu comme présidente en 2020 et pour son Parti action et solidarité lors des élections législatives de 2021.

### Confessions religieuses

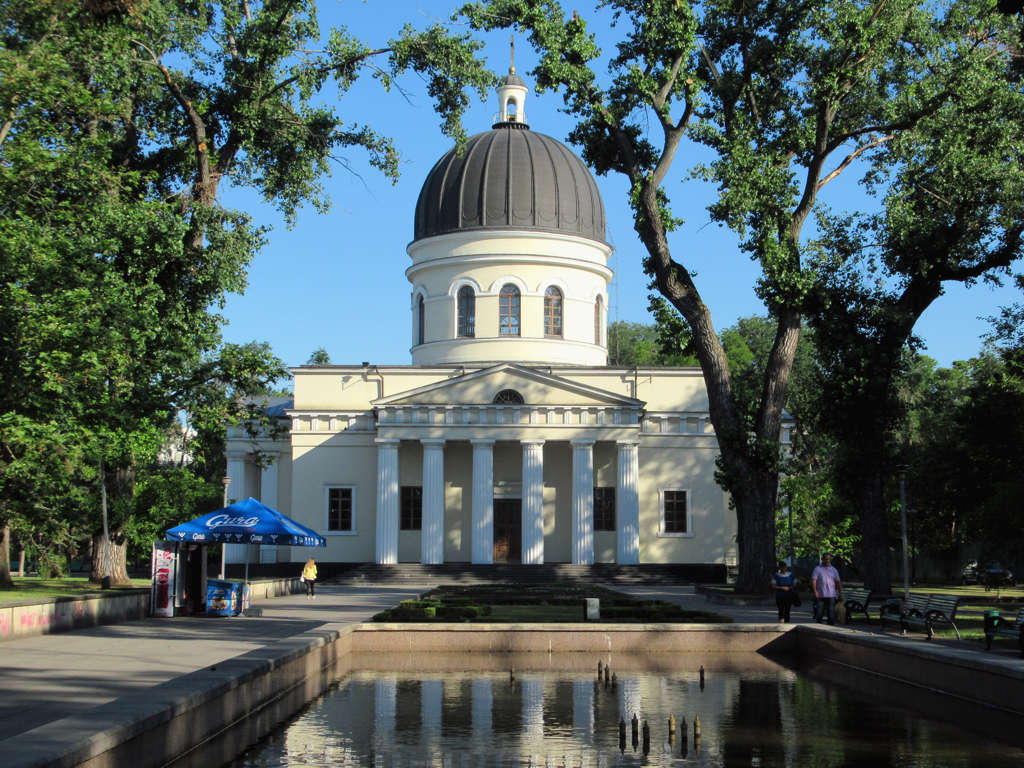
La cathédrale de la Nativité de Chișinău.

Selon les données du recensement de 2014, la religion en Moldavie est dominée par le christianisme orthodoxe en proportion de 90 %. Sur le plan administratif, il existe deux églises autonomes appartenant à deux églises autocéphales (russe et roumaine) au sein de la communion orthodoxe orientale. Environ la moitié des citoyens moldaves appartiennent à l'Église orthodoxe de Moldavie (anciennement connue sous le nom de Métropole de Chişinău et de Moldavie), subordonnée à l'Église orthodoxe russe et qui est l'une des courroies de transmission de l'influence de la Russie en Moldavie,. L'autre moitié appartient à la métropole de Bessarabie, subordonnée à l'Église orthodoxe roumaine. On note aussi l'existence de petites minorités protestantes évangéliques, catholiques (principalement des Polonais), juives, arméniennes et musulmane (principalement des Tatars).
Selon un sondage de 2014, 60 % des personnes interrogées vont à l'église moins d'une fois par mois et 10 % n'y vont jamais.

## Santé
Le taux de fécondité est de 1,5 enfant par femme. Les dépenses publiques de santé ont été de 4,2 % du PIB et les dépenses privées de santé de 3,2 %. Il y a environ 264 médecins pour 100 000 habitants. Les dépenses de santé étaient de 138 US $ (PPA) par habitant en 2004.

## Politique

### Politique nationale (1991-2019)

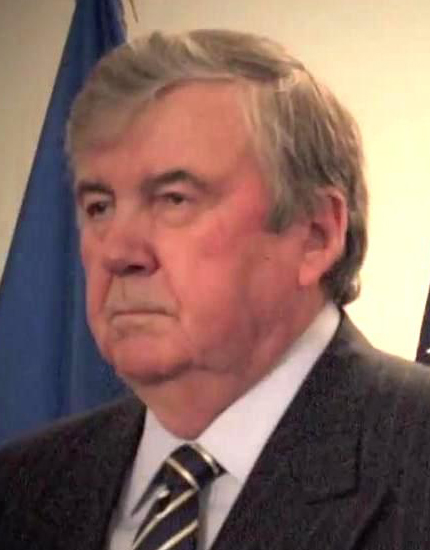
Mircea Snegur, premier président de la république de Moldavie.

Entre 1991 et 2010, la vie politique se joue essentiellement entre d’une part les pro-russes regroupés autour des communistes qui se réfèrent explicitement au modèle soviétique et recueillent les suffrages de la grande majorité des slavophones et d’une partie des roumanophones (notamment en milieu rural) et d’autre part les non-communistes (agrariens, centristes, libéraux, chrétiens-démocrates, socialistes modérés) qui se réfèrent explicitement au modèle européen et roumain, et recueillent les suffrages d’une autre partie des roumanophones, notamment en milieu urbain ; à partir de 1995, mais surtout après 2000, à la suite de la crise financière du monde occidental, les communistes dominent nettement la scène politique : majoritaires au Parlement, ils gouvernent quasiment seuls de 2001 à 2009 sous la présidence du russophone Vladimir Voronine.
Le 5 avril 2009, 2,5 millions d’électeurs sont appelés à voter. Les communistes l’emportent de justesse mais l’opposition les accuse d’intimidation et de corruption. La délégation d’observateurs du Parlement européen présidée par la députée européenne Marianne Mikko (estonienne, Parti socialiste européen) note de « réels progrès par rapport aux élections législatives de 2005 » mais ajoute que « des efforts supplémentaires devraient être faits concernant la neutralité des chaînes de télévision et de radio publiques ». Le 7 avril 2009, des manifestations de l’opposition à Chișinău, devant le parlement, sont violemment réprimées (décès de trois personnes) et les communistes accusent l’OTAN et la Roumanie, qualifiés de « puissances fascistes », de susciter artificiellement ces incidents par leurs « provocations » et « ingérences ».
Selon la Commission électorale centrale moldave, le Parti communiste obtient 49,48 % des voix et 60 mandats de députés, soit un mandat de moins que nécessaire pour pouvoir élire le chef de l’État. Par ailleurs, le Parti libéral obtient 13,14 % des voix (15 mandats), le Parti libéral-démocrate de Moldavie 12,43 % des voix (15 mandats) et l’Alliance Notre Moldavie 9,77 % des voix (11 mandats).
Le Parti communiste ne parvenant pas à faire élire son candidat, les élections législatives de juillet 2009 voient quatre partis d'opposition (Libéral-démocrate, Libéral, social-démocrate, et chrétien-démocrate) s'unir pour former une Alliance pour l'intégration européenne (AIE) qui remporte 53 sièges contre 48 au Parti communiste, qui reste néanmoins le plus puissant des partis politiques de Moldavie, et en pourcentage de voix, l'un des plus puissants partis communistes d'Europe.
Le Parti communiste connaît en 2010 une petite baisse avec « seulement » 44,7 % des suffrages (un score que bien des partis communistes européens lui envient). Avec 51 % des suffrages, les quatre partis politiques de l’Alliance pour l'intégration européenne (A.I.E.), qui ont tous franchi la barre des 5 % nécessaires pour être représentés au Parlement, remportent ensemble 53 sièges, soit plus que la majorité absolue, permettant à un nouveau gouvernement, dirigé par Vlad Filat, d'entrer en fonction. Cependant la coalition ne peut élire son candidat à la présidence, car selon les amendements constitutionnels votés en juillet 2000, cela nécessite 61 voix sur les 101 membres du Parlement.
Dans une telle configuration, de nouvelles élections auraient dû avoir lieu, mais la même Constitution limite le nombre d'élections pouvant être tenues dans un laps de temps aussi court, produisant une situation de blocage. Pour pallier cela, la coalition organise un référendum prévoyant l'élection du président de la République au suffrage direct, de manière que des élections présidentielle et législatives puissent se tenir simultanément en novembre 2010. Le Parti communiste appelle bien sûr au boycott du référendum, et le taux de participation n'atteint que 30 %, alors qu'il aurait dû dépasser 33,3 % pour être valide. Ainsi, de nouvelles élections législatives ont lieu le 28 novembre 2010. Les communistes obtiennent 42 sièges, le P.L.D.M. 32, le Parti démocrate de Moldavie 15 et le Parti libéral 12, soit 59 sièges pour les pro-européens. Mais 61 sièges sont nécessaires pour élire le président de la République. En outre, le 28 décembre, les communistes bloquent l'élection du président du Parlement, qui aurait pu exercer l'intérim à la tête de l'État. Le Premier ministre démissionnaire, Vlad Filat, remplit de ce fait l'intérim de la présidence de la République pendant deux jours, le temps que les députés de l’Alliance pour l'intégration européenne (A.I.E.) se mettent d'accord pour élire Marian Lupu à la présidence du Parlement le 30 décembre 2010, celui-ci devenant automatiquement chef de l'État par intérim.
En novembre 2014, les élections parlementaires montrent une grande stabilité de l'électorat par rapport à 2010 : l’Alliance pour l'intégration européenne des partis Démocrate (P.D. formé par la fusion des sociaux-démocrates et des chrétiens-démocrates), libéral-démocrate P.L.D.M. et libéral P.L., remporte 54 sièges, contre 47 aux pro-russes qui se sont partagés, tout en restant très solidaires entre eux, en deux formations : le Parti communiste et le Parti socialiste. Quarante-sept sièges forment une minorité de blocage et les pro-russes, jouant sur les craintes suscitées par la guerre du Donbass, n'ont débloqué le vote de confiance du Parlement (le 18 février 2015) qu'en échange de l'engagement du gouvernement de Chiril Gaburici (P.D.L.M.) de « sauvegarder de bonnes relations avec notre principal partenaire, la Russie ». Ainsi, la Russie a réussi à maintenir la Moldavie dans sa sphère d’influence. En 2015, la Moldavie a eu 5 chefs de gouvernements.
En 2016, lors de l'élection présidentielle, la première au suffrage universel direct depuis 1996, le candidat prorusse, Igor Dodon, l’emporte avec 53,45 % des voix.

### Politique étrangère

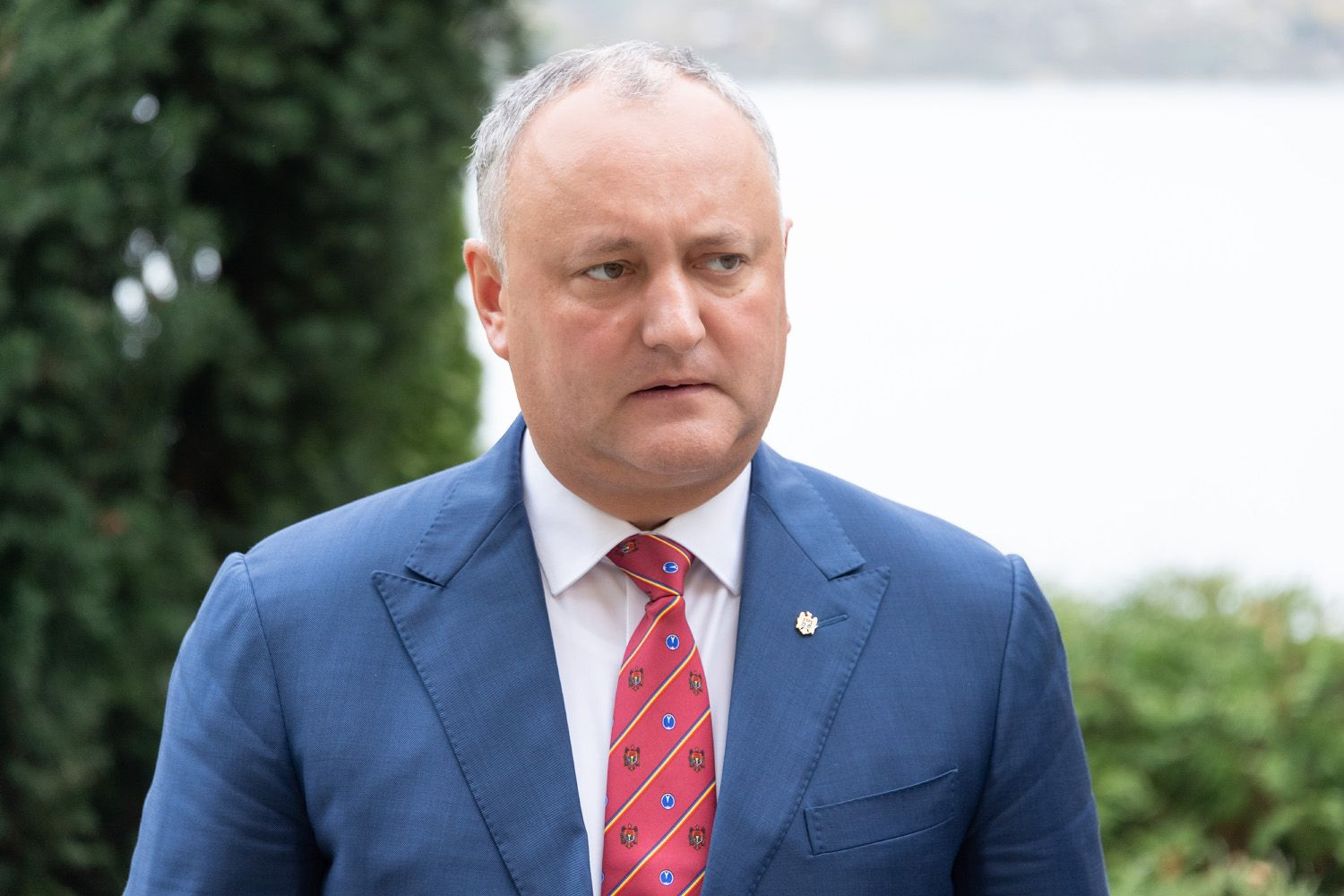
Le russophone pro-russe Igor Dodon, président de la Moldavie de 2016 à 2020.

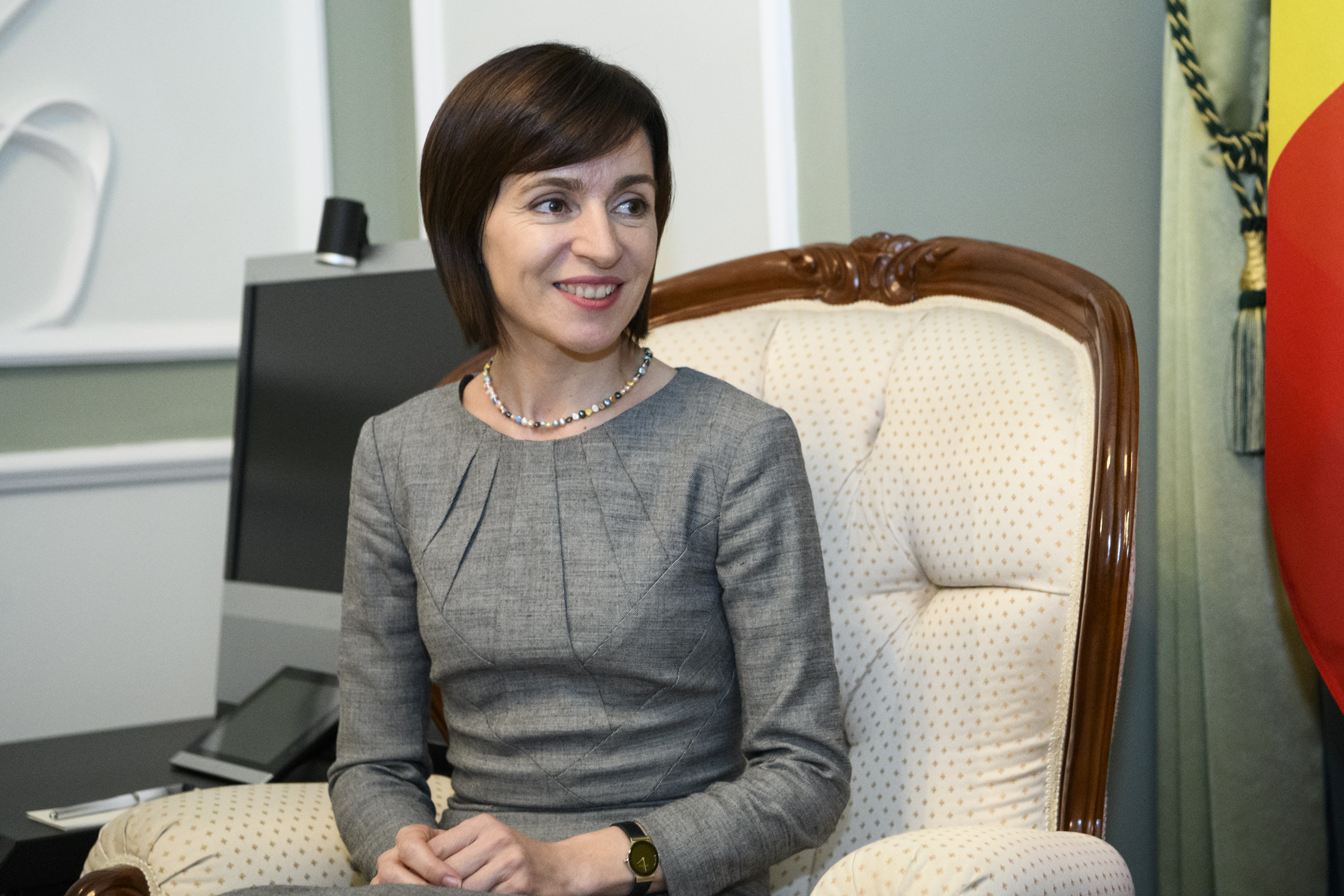
Élue le 15 novembre 2020, la roumanophone pro-européenne Maia Sandu est investie présidente de la République le 23 décembre 2020.

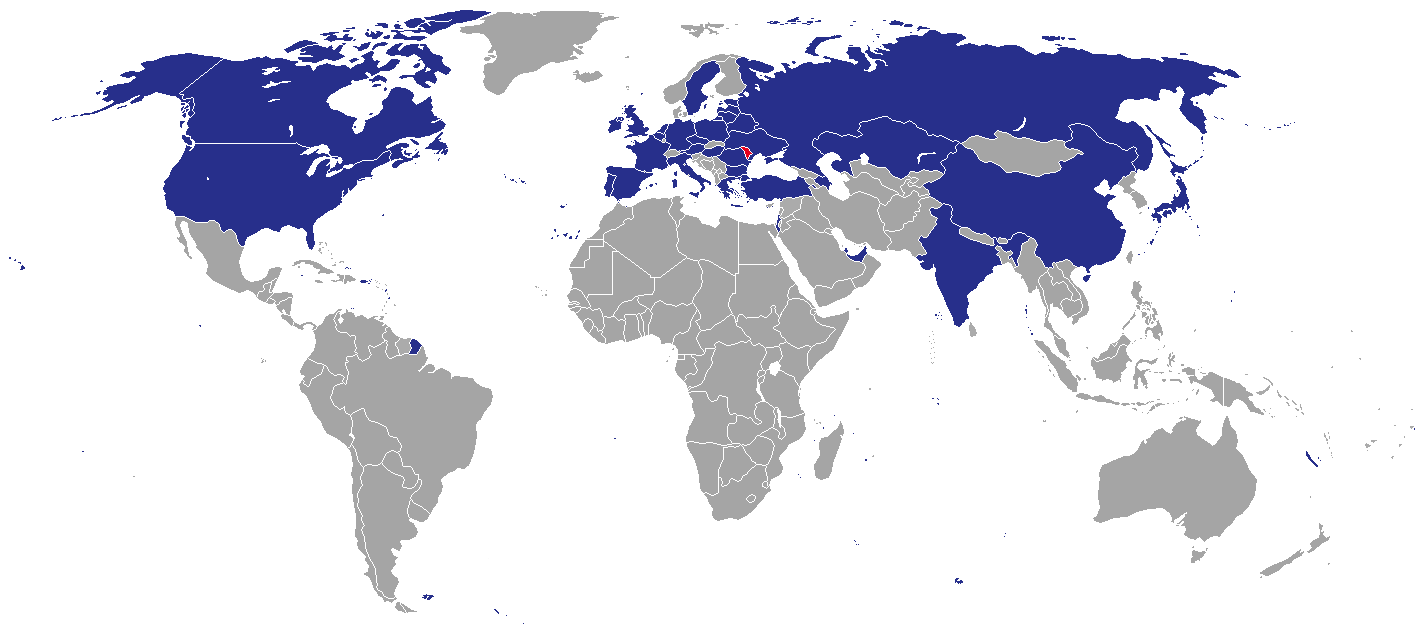
Bleu : représentations diplomatiques de la Moldavie (présence d'une ambassade ou d'un consulat). Rouge : Moldavie.

La Moldavie entretient des relations diplomatiques complexes et mouvantes avec trois pays : la Roumanie avec laquelle elle partage une communauté linguistique, culturelle et historique depuis plusieurs siècles, l'Ukraine qui possède des territoires anciennement moldaves où vivent encore des Moldaves en minorité (oblast de Tchernivtsi et Boudjak) et la Russie, principale héritière de l'URSS dont la Moldavie était une république constituante jusqu'à l'indépendance de 1991, et qui considère la Moldavie comme l'« étranger proche » de sa zone d'influence, contrôlant indirectement et « protégeant » militairement 18% du territoire moldave. Les volte-face ont été nombreuses selon les majorités au pouvoir.
Lorsque les pro-roumains et pro-européens gouvernaient, des périodes d'ouverture des frontières, d'abolition des visas et même de mise en commun des réseaux téléphoniques avec la Roumanie menèrent à un net refroidissement des relations avec la Russie et l'Ukraine, ainsi qu'à des interruptions des négociations avec Tiraspol. Inversement, surtout après 1994 lorsque les pro-russes, pro-ukrainiens (à l'époque du gouvernement Ianoukovytch) et communistes moldaves furent au pouvoir, ce sont les relations avec la Roumanie et l'Union européenne qui se refroidirent, tandis que les relations avec la Biélorussie, la Russie et l'Ukraine s'intensifiaient et les négociations avec Tiraspol reprenaient : ainsi, le gouvernement Voronine manifesta en 2001 sa volonté de rejoindre l'Union russo-biélorusse,.
En 2007, l'adhésion de la Roumanie à l'Union européenne accentua l'ancrage à l'Est de la Moldavie : les conditions de visas et de séjour devinrent plus strictes entre Roumanie et Moldavie, alors qu'elles devenaient plus faciles entre Russie, Ukraine, Biélorussie et Moldavie. La république de Moldavie est d'ailleurs membre de la CEI et du GUAM, une organisation internationale de coopération à vocation régionale est-européenne. Toutefois, si cet ancrage à l'Est permit au pays de bénéficier de tarifs modérés pour le pétrole et le gaz russes, il ne fit pas aboutir les négociations avec la Transnistrie qui continue de se situer hors de la légalité républicaine et internationale (légalement il s'agit d'une région autonome à statut spécial ; concrètement c'est un état séparatiste autoproclamé, échappant complètement au contrôle du gouvernement, fût-il communiste).
De son côté, même en période de mauvaises relations, la Roumanie n'a pas cessé d'accorder sa nationalité aux citoyens moldaves dont au moins un ascendant est né citoyen roumain et qui passent avec succès un examen de roumain, ce qui a suscité des controverses au sein de l'Union européenne, les autres pays membres accusant la Roumanie de « vouloir faire entrer trois millions d'immigrés par la porte de derrière ». Le président roumain Traian Băsescu a répondu que lors de l'absorption de la RDA par la RFA, ce sont 18 millions de personnes qui ont rejoint la Communauté européenne sans que ses autres membres aient été consultés.
La majorité élue en 2009 et réélue en novembre 2014 souhaite intégrer l'Union européenne. Dans le cadre du Partenariat oriental, l'Ukraine, la Géorgie et la Moldavie ont signé des accords d'association (AA) avec l'Union européenne le 27 juin 2014. Cet accord prévoit l'approfondissement des liens politiques et économiques avec l'UE. À plus long terme, ils constituent l'un des outils de la politique étrangère de l'UE visant au rapprochement puis à l'intégration à différents niveaux des pays au sein de l'UE.
Les associations comprennent aussi une zone de libre-échange leur offrant l'accès au marché commun et une collaboration étendue avec les gouvernements et les entreprises des trois pays partenaires pour faciliter les réformes et contribuer à l'accélération de leur développement économique,.
L'accord d'association avec l'Union européenne instaure une coopération poussée dans plusieurs secteurs : énergie, justice, politique extérieure, visas, culture… La contrepartie pour la Moldavie est de procéder à de profondes réformes sociales, politiques et économiques. Il marque également un tournant dans le dualisme entre les sphères d'influences européennes et russes car ce faisant, la Moldavie renonce à toute possibilité d'adhésion à l’Union eurasiatique souhaitée par Moscou. Les russophones de Moldavie y ont d’ailleurs réagi par la voix du millionnaire moldo-russe Renato Usatyi (ru), chef du parti pro-russe RPP (en), qui déclare vouloir construire une nouvelle muraille de Chine entre la Moldavie et la Roumanie, tandis que les autorités de Transnistrie reparlent, comme à chaque rapprochement de la Moldavie avec l’Union européenne, d’un rattachement officiel de leur région à la Russie.

### Option d'une éventuelle union avec la Roumanie ou avec la Russie
Revendiquée par les roumanophones lors des grandes manifestations de 1990, au cours desquelles les autochtones les plus remontés demandèrent le départ des colons soviétiques, cette union est combattue par les russophones qui menacent le pays d'éclatement (en créant de facto la Transnistrie et la Gagaouzie qui n'existaient pas à l'époque soviétique) et d'interruption des livraisons d'énergie bon marché par la Russie. La Transnistrie et la Gagaouzie déclarent alors par la voix de leurs leaders Igor Smirnov et Stepan Topal que si les Moldaves s'unissaient à la Roumanie, eux demanderaient à devenir des oblast exclavées de la Russie, à l'instar de l'oblast de Kaliningrad,. Un référendum organisé en mars 1994 pour confirmer « l'indépendance et l'intégrité territoriale de la Moldavie » (seule question posée) donne 95,4 % de « oui » (la Transnistrie et la Gagaouzie n'ayant pas participé au scrutin, et revendiquant par la suite leur sécession ou leur rattachement à la Nouvelle Russie à chaque tentative de la Moldavie de se rapprocher de la Roumanie ou de l'Union européenne).

### Situation depuis 2019

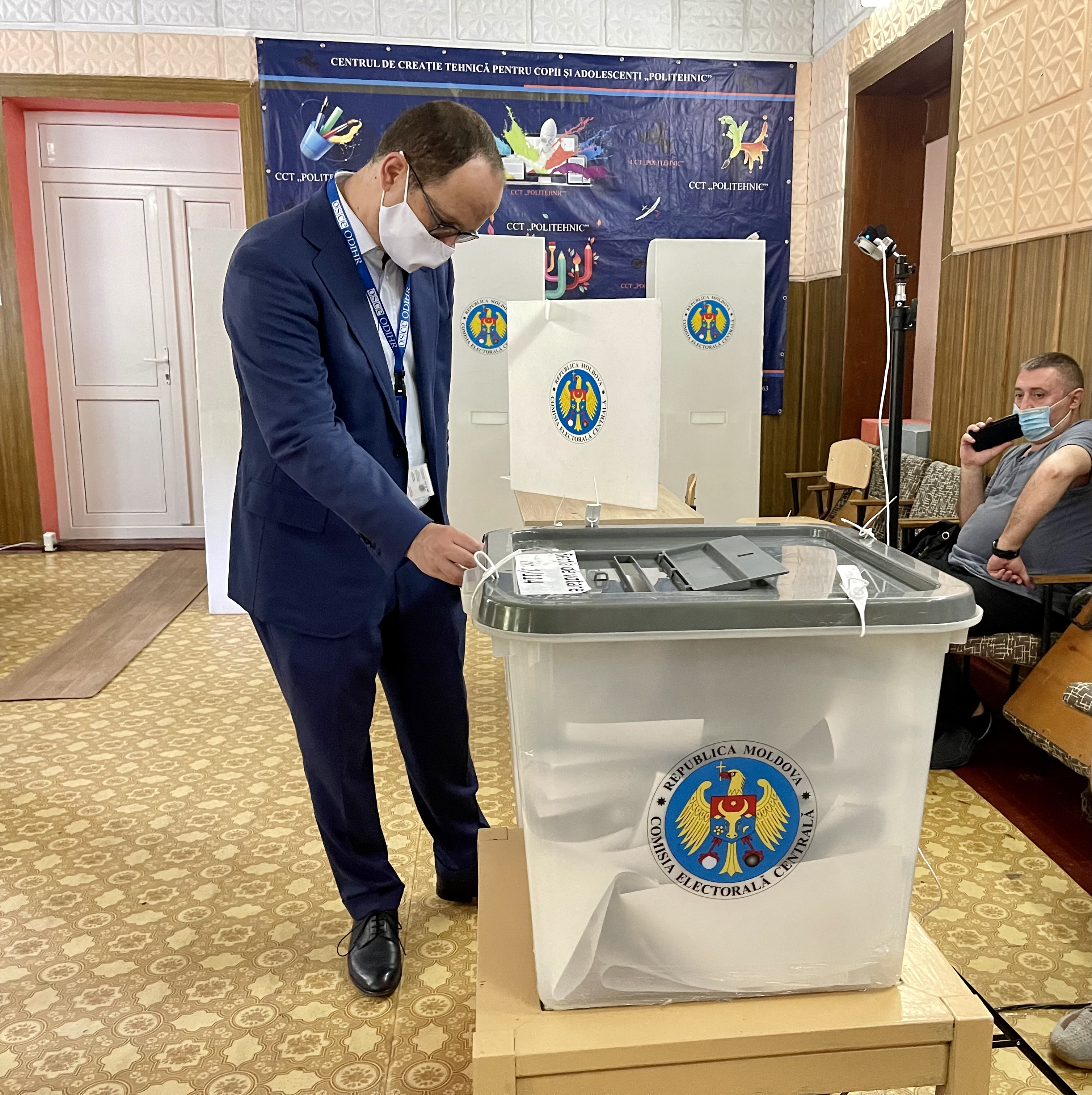
Élections législatives moldaves de 2021.

Lors de l'élection présidentielle moldave de 2016 est élu le candidat pro-russe Igor Dodon dont le programme comprend la dénonciation immédiate de l'accord d'association entre la Moldavie et l'Union européenne, l'adhésion de la Moldavie à l'union douanière Russie-Biélorussie-Kazakhstan, le maintien de la 14e armée russe en Transnistrie, le changement par référendum des symboles de l'État (armoiries, drapeau et hymne, qu'il juge trop proches de ceux de la Roumanie) et la fédéralisation accrue de la République, revenant à reconnaître juridiquement la non-intégration de la Transnistrie et de la Gagaouzie dans la souveraineté de la Moldavie.
En septembre 2017, le Parlement européen et le Conseil de l’UE avaient décidé d’attribuer une nouvelle aide macrofinancière (AMF) de 100 millions d’euros à la Moldavie. Celle-ci fut suspendue pendant deux ans jusqu'en 2019 à la suite de l’annulation, sur des bases juridiques douteuses, de l’élection à la mairie de Chișinău du candidat de l’opposition pro-européenne Andrei Năstase.
En 2019, après la tenue des élections législatives en février, une crise constitutionnelle modifie le paysage politique du pays pendant plusieurs mois. À l'issue de cette crise, le président Igor Dodon est maintenu, et Ion Chicu devient en novembre 2019 le premier ministre de Moldavie.
Lors de l'élection présidentielle de 2020 des 1er et 15 novembre, Maia Sandu se qualifie en tête du premier tour avec 36,16 % des voix contre 32,61 % pour Igor Dodon, avant de l’emporter au second, avec plus de 57 % des suffrages exprimés. Maia Sandu est investie présidente de la république le 24 décembre 2020 et son Parti action et solidarité devient majoritaire au Parlement aux élections législatives moldaves de 2021.
Depuis l'invasion de l'Ukraine par la Russie en 2022 une procédure d'adhésion de la Moldavie à l'Union européenne a été entamée. En outre la législation s'est alignée sur le « droit du sol » afin que tous les citoyens du pays soient également « moldaves » quelles que soient leurs langues, et que cessent les tensions politiques générées par la double appellation de la langue majoritaire, conforme au « droit du sang ». Le 2 mars 2023, le parlement moldave a modifié l'article 13 de la Constitution, en remplaçant l'expression « langue moldave » par « langue roumaine », ou « le moldave » par « le roumain », sur proposition de l'Académie des sciences de Moldavie, comme en Belgique ou en Suisse dont tous les citoyens sont également « Belges » ou « Suisses » quelles que soient leurs langues. Depuis, les citoyens de la Moldavie sont désormais tous des Moldaves, avec le roumain comme langue usuelle de 78 % d'entre eux, à côté du russe, de l'ukrainien, du gagaouze et du bulgare. L'opposition pro-russe, soit le bloc électoral des communistes et socialistes et le parti Șor, a voté contre,.

## Économie

Évolution du PIB réel par habitant en Moldavie depuis 1973.

La république de Moldavie (qui était le principal fournisseur de vin, de légumes et de fruits pour les anciennes républiques soviétiques) est devenue après la chute de l'URSS en 1991 un des pays les plus pauvres d'Europe.
La perte de certains marchés traditionnels, la dépendance énergétique au gaz russe, et la sécession de la « république » autoproclamée Pridniestréenne dite Transnistrie, ont provoqué la chute dramatique du PIB qui est en 2006 inférieur à celui du Bangladesh, et le plus bas d'Europe, malgré une forte croissance économique (plus de 8 % en 2005 depuis l'an 2000). Pour l'année 2008, il est estimé une croissance économique de 8,1 %. Le gouvernement moldave assure un salaire minimum de 58 €, le salaire moyen pour le mois de mai 2008 était de 150 € et de 260 € à Chișinău.
Aujourd'hui, le principal partenaire commercial de la Moldavie est l'Union Européenne, à laquelle 70 % des exportations moldaves étaient destinées en 2018. L'accord d'association signé entre les deux parties, entré en vigueur en 2016, a permis la mise en place d'une zone de libre-échange de la plus haute importance pour l'économie moldave.
L'économie souterraine est évaluée à près de 40 % du PIB. L'inflation oscille entre 12 % et 15 % par an et le déficit commercial est important (financé en partie par les transferts d'argent des Moldaves qui travaillent à l'étranger).
L'industrie, qui utilise l'énergie des centrales hydrauliques aménagées dans le pays, se concentre essentiellement dans quelques villes, en particulier Chișinău, la capitale, et Tiraspol. Il s'agit d'industries de transformation : conserveries, laiteries, textiles, travail du bois et des métaux.
Le constat d'une corruption endémique est sans appel du fait « d’un petit groupe de personnes exerçant leur influence sur le Parlement, le gouvernement, les partis politiques, l’administration d’État, la police, la justice et les médias ». Aux prises avec des intérêts oligarchiques, ces derniers dictent leurs propres règles sans véritable contre-pouvoir.
Malgré d’importantes contestations sociales, les pouvoirs publics ont semblé impassibles face au fléau de la corruption, germe de l’état de déliquescence du pays. Cela a d’ailleurs contribué à l’émigration massive des Moldaves depuis des années.
De plus, il y a eu une grande inflation des prix immobiliers et alimentaires à cause de l'émigration des gens du pays.
Le pays a chuté du « 64e rang en 1990 au 113e en 2004 » à l'indice de développement humain, mais est remonté au 80e rang en 2021.
En 2024, la Moldavie est classée en 68e position pour l'indice mondial de l'innovation.

### Viticulture

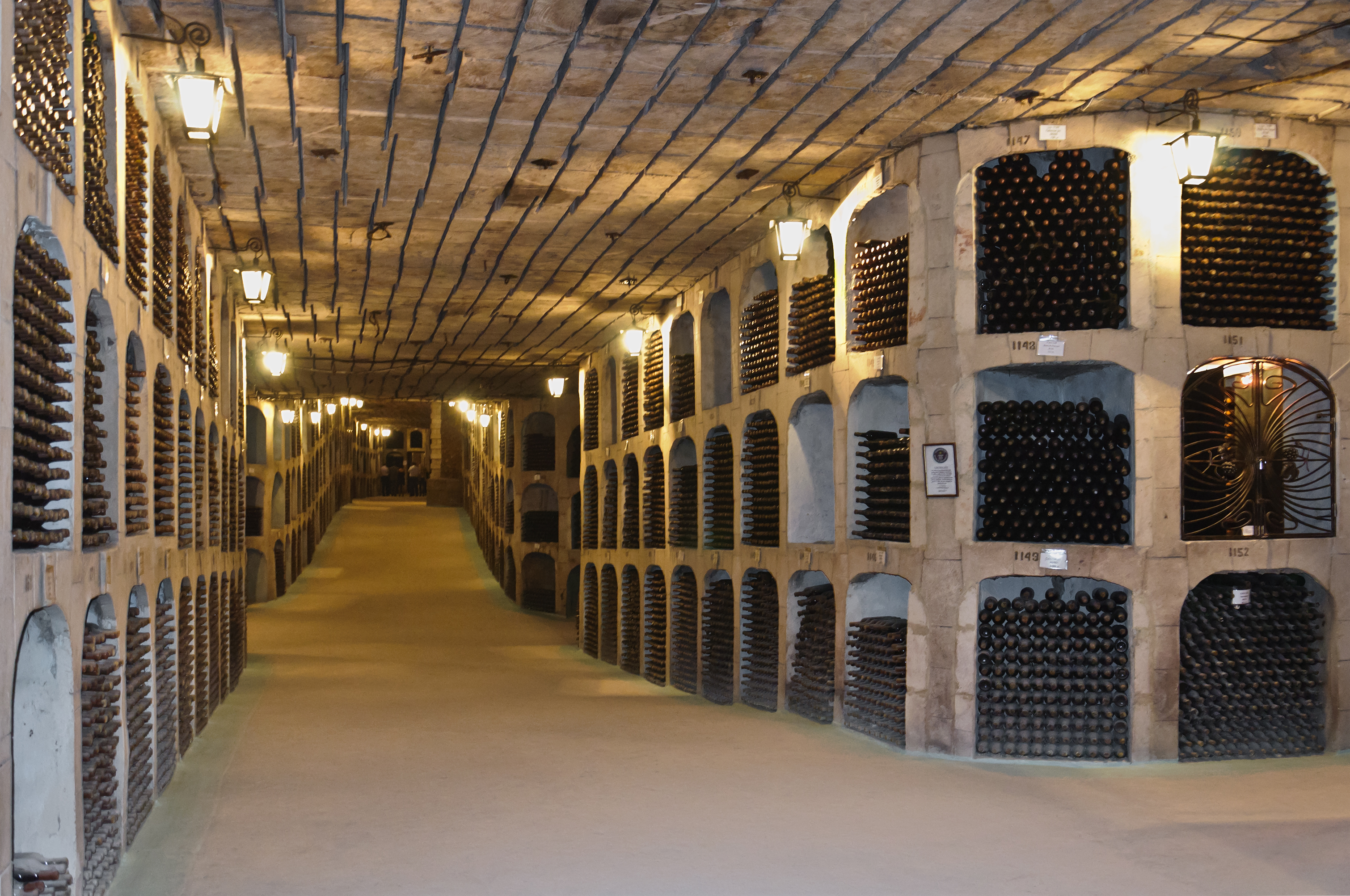
Caves de Mileştii Mici.

Avec ses 300 jours de soleil par an, le climat de la Moldavie est idéal pour l'agriculture et particulièrement la vigne. L'industrie viticole est un secteur économique majeur, représentant trois pour cent du PIB moldave et huit pour cent des exportations totales du pays, selon les données du gouvernement. Le vin moldave est exporté dans plus de 70 États à travers le monde. Bien que la Moldavie soit à peine plus grande que la Belgique, le pays possède 122 000 hectares de vignobles et figure parmi les 20 plus grands producteurs mondiaux, selon un rapport de l'Organisation internationale de la vigne et du vin (OIV).
Avant l'invasion de l'Ukraine par la Russie et le pivotement de la Moldavie vers l'Europe, la majorité de ses exportations de vin étaient destinées à la Russie, mais la situation a désormais changé : « La Russie ne représentait que 10 % des exportations de vin moldaves en 2021, contre 80 % au début des années 2000. selon les chiffres du ministère moldave de l'Agriculture ». L'UE a libéralisé son marché pour les vins moldaves et a signé un accord de libre-échange bilatéral avec la Moldavie, avec pour résultat qu'en 2021, le pays a exporté plus de 120 millions de litres de vin vers pays européens, contre 8,6 millions de litres pour la Russie.
Mileștii Mici abrite la plus grande cave à vin du monde. Il s'étend sur 200 km (bien que seulement 55 km soient utilisés) et contient environ 2 millions de bouteilles de vin ou plus. Elle entre dans livre Guinness des records de la plus grande cave à vin en nombre de bouteilles depuis 2005. Les premiers vins de sa collection datent de 1969. Le château de Mimi, au sud-est, est un domaine viticole et un monument architectural construit à la fin du XIXe siècle dans le village de Bulboaca, dans la raion d'Anenii Noi, et est considéré comme la première cave en Bessarabie. Depuis, il est également devenu un complexe touristique comprenant un musée, une galerie d'art, un hôtel, un spa et des salles de dégustation de vins.

### Transports
Le moyen de locomotion le plus courant reste la voiture / minibus. La loi interdit de conduire en ayant consommé de l'alcool (0 g/l).

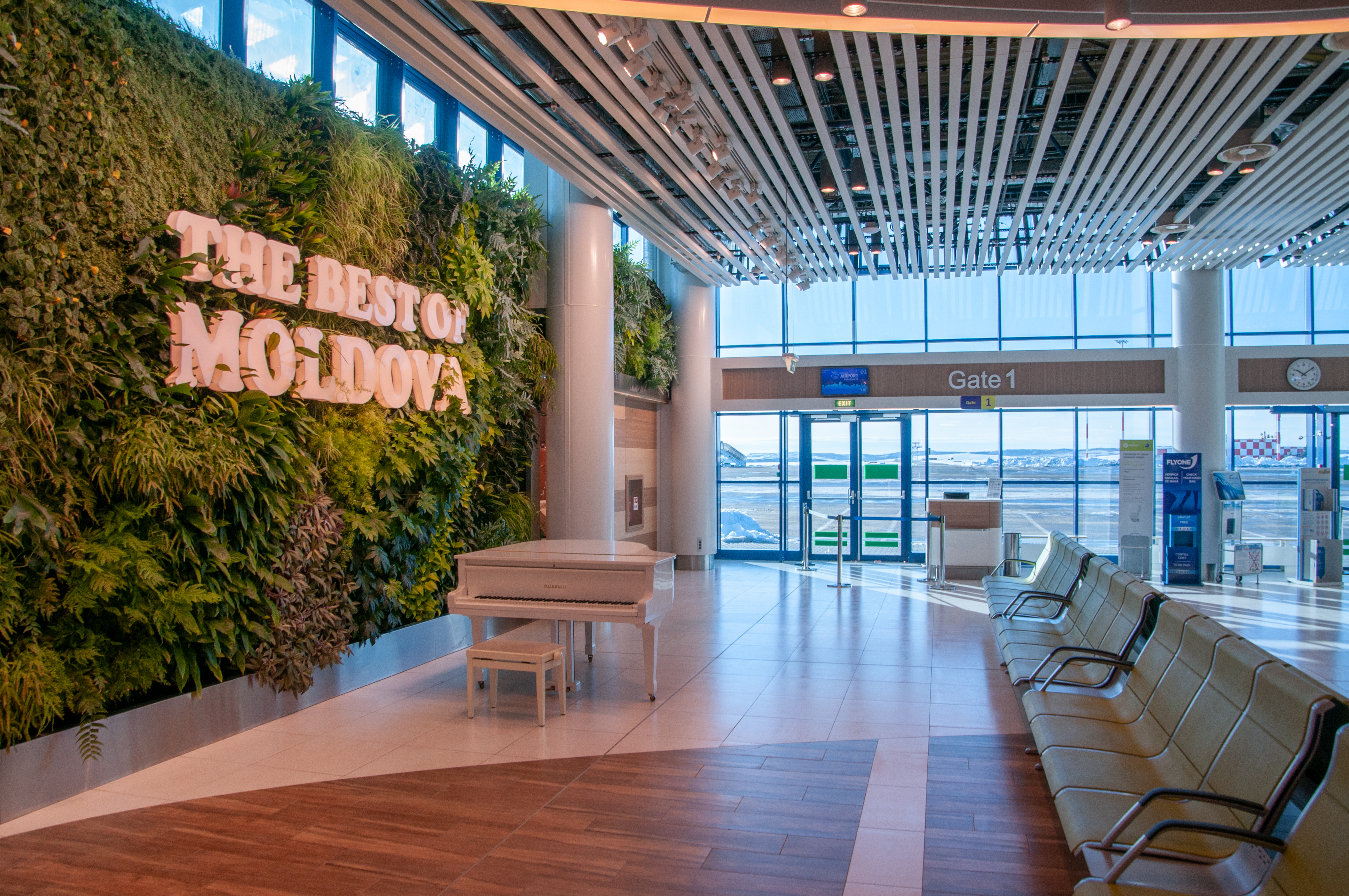
L'aéroport de Chișinău.

Le réseau ferré moldave souffre du manque d'investissements et des tensions politiques : alors que la Transnistrie russophone autoproclamée bloque les communications vers Odessa, les pressions de la C.E.I. ont empêché qu'un troisième rail d'écartement européen de 1 435 mm soit posé à l'intérieur des voies de 1 520 mm d'écartement soviétique, identique au réseau ferré ukrainien (solution technique pourtant adoptée à la frontière entre la Roumanie et l'Ukraine entre Câmpulung et Valea Vișeului), ce qui oblige à une rupture de charge ou à un changement de boggies au contact des chemins de fer roumains et européens. Ayant perdu en août 1940 les quatre ports de la Bessarabie : Reni, Izmaïl, Kilia et Bilhorod-Dnistrovskyï rattachés à l'Ukraine, la république de Moldavie est une enclave au sens économique du terme. Un échange territorial avec l'Ukraine n'ayant pu être mis en application en raison de l'incertitude du statut d'un territoire à échanger (le hameau de Mîndrești), la Moldavie n'a pu recouvrer ni acquérir les 1 500 mètres de rivage danubien nécessaires à l'achèvement du port de Giurgiulești, par ailleurs contesté en raison de la facilité d'accès de la Moldavie aux ports roumains ou ukrainiens directement reliés à son réseau routier et ferroviaire. Le rivage moldave sur le Danube a une longueur de 340 m.

### Tourisme
La Moldavie est l'un des pays les moins visités d'Europe et le tourisme joue par conséquent un rôle relativement mineur dans l'économie globale du pays. Malgré l'impact de l'invasion de l'Ukraine voisine par la Russie, la Moldavie a accueilli plus de visiteurs étrangers au premier trimestre 2022 qu'avant la pandémie, passant de 31 000 touristes non-résidents en 2019 à 36 100 en 2022. Cependant, ces dernières années, un certain nombre de médias occidentaux ont commencé à mettre en avant la Moldavie et sa capitale, Chișinău, comme une destination touristique attrayante en raison de ses paysages naturels pittoresques et de ses 300 jours de soleil. par an, des prix bas, une culture viticole ancienne et un mélange d'influences culturelles régionales,.
En tant que grand exportateur de vin avec plus de 142 établissements vinicoles et la plus grande cave à vin du monde, des visites de vignobles sont proposées aux touristes à travers le pays. Les principaux sites comprennent la cave Cricova, dont la cave à vin s'étend sur plus de 120 kilomètres ; le château de Mimi, un château du XIXe siècle avec des vignobles, un musée, une galerie d'art, un spa, un hôtel et un restaurant ; et Mileștii Mici, qui possède la plus grande collection de vins au monde. En tant que pays avec une profonde culture chrétienne orthodoxe, le pays compte également plus de 50 monastères et 700 églises. Parmi les plus célèbres et les plus visités figurent l'ancien monastère de la grotte d'Orheiul Vechi, creusé dans une falaise au XIIIe siècle et toujours utilisé aujourd'hui, et la cathédrale de la Nativité du XIXe siècle au centre de Chișinău.

### Énergie
Disposant de peu de ressources énergétiques naturelles, la Moldavie importe la quasi-totalité de ses approvisionnements énergétiques. La société énergétique nationale du pays, Moldovaegaz, appartient à 50 % au fournisseur russe de pétrole et de gaz naturel Gazprom, les 36 % restants étant répartis entre le gouvernement moldave (36,6 %) et le gouvernement non reconnu de Transnistrie (13,4 %),.
En août 2013, les travaux commencent sur un nouveau gazoduc entre la Moldavie et la Roumanie, qui est désormais achevé et brise le monopole russe sur l'approvisionnement en gaz de la Moldavie. L’importation d’électricité de Roumanie a commencé en 2022, supprimant ainsi la nécessité d’acheter de l’électricité produite à partir du gaz russe de Transnistrie. Depuis mai 2023, la Moldavie n'importe plus de pétrole ou de gaz naturel de Russie et a obtenu l'accès à la plateforme commune d'achat de gaz de l'Union européenne. Une aide financière a été fournie par l'Union européenne, la Banque mondiale et le FMI afin d'accélérer cette transition,.

### Commerce avec la France
Si les relations commerciales entre la France et la Moldavie demeurent encore modestes, la présence des investisseurs français dans le pays est toutefois plus significative. Regroupés au sein de la CCI France Moldavie, les investisseurs français contribuent à structurer l'économie locale et sont un facteur d'attractivité pour le pays. Les investissements français bénéficient d’un accord de protection réciproque des investissements signé le 8 septembre 1997 et entré en vigueur le 3 novembre 1999. Parmi les importants investisseurs français, il faut souligner quatre grands groupes français. Le groupe Lafarge Ciment possède la plus grosse usine de ciment en Moldavie et fournit 75 % des besoins en ciment du pays. En 2007, la Société générale a fait l’acquisition de Mobiasbanca, cinquième banque du pays. Dans le secteur agroalimentaire, le Groupe Lactalis, qui a commencé à investir en 2005, possède une laiterie et deux fromageries. Le groupe emploie environ 1 400 personnes et produit des fromages pour le marché moldave ainsi que pour l’exportation vers la Russie et l'Ukraine. Enfin, dans le secteur des télécommunications, la filiale d’Orange en Moldavie domine le marché de la téléphonie mobile du pays avec une part de marché d’environ 65 %.
Il est à noter qu’outre ces investissements importants, il existe aussi d'autres investissements français comme la société Bargues Agro-Industrie qui, à travers sa filiale locale Nucile Si Natura, conditionne des cerneaux de noix pour l’exportation ou encore Le Bridge Corporation Limited. Il y a aussi quelques PME dans le secteur des services (comme Pentalog). Par ailleurs, quelques représentations d’entreprises françaises sont aussi présentes en Moldavie (Alcatel, Pernod Ricard, Areva).

## Culture

### Fêtes et jours fériés
| Date                                                                  | Nom français                            | Nom local                                    | Remarques                                   |
| --------------------------------------------------------------------- | --------------------------------------- | -------------------------------------------- | ------------------------------------------- |
| 1er janvier                                                           | Jour de l'An                            | Anul Nou                                     |                                             |
| 8 mars                                                                | Journée internationale de la Femme      | Ziua internațională a femeii                 |                                             |
| 20 mars - 31 mars                                                     | Journées de la francophonie en Moldavie | Zilele francofoniei în Republica Moldova     |                                             |
|                                                                       | Pâques                                  | Paştele                                      | En conformité avec calendrier orthodoxe     |
| 1er mai                                                               | Fête du travail                         | Ziua internațională a muncii                 |                                             |
| 9 mai                                                                 | Victoire de 1945                        | Sărbătoarea victoriei                        | Fin de la Seconde Guerre mondiale en Europe |
| 27 août                                                               | Jour de l'indépendance 1991             | Ziua independenței                           | Fête nationale                              |
| 31 août                                                               | Fête de notre langue                    | Sărbătoarea « Limba noastră »                | Restauration de l'alphabet latin, 1989      |
| 13 octobre et 14 octobre                                              | Journée de la ville de Chișinău         | Hramul orașului Chișinău                     | Uniquement dans la ville de Chișinău        |
| 7 janvier (pour les orthodoxes) et 25 décembre (pour les catholiques) | Noël                                    | Crăciun, nașterea mântuitorului Isus Hristos |                                             |

### Patrimoine culturel et historique
Le patrimoine historique et architectural est constitué par des monastères et églises, des citadelles médiévales, des bâtiments classés monuments historiques et des sites archéologiques. Il est du ressort de l'Académie des sciences, du ministère de la Culture et, pour les églises, également des instances ecclésiastiques. À la suite de la division de la Bessarabie en 1940, une partie du patrimoine moldave ancien (citadelles de Hotin et de Cetatea Albă, par exemple) se trouve aujourd'hui en Ukraine.
Divers patrimoines culturels :
- l’ermitage de Butuceni ;
- les citadelles historiques : Cetatea Albă, Hotin, Orhei, Soroca, Tighina (mais les deux premières se trouvent à présent en Ukraine, et Tighina est sous contrôle russophone) ;
- les sites archéologiques de Hansca (ro) et d'Orheiul Vechi.

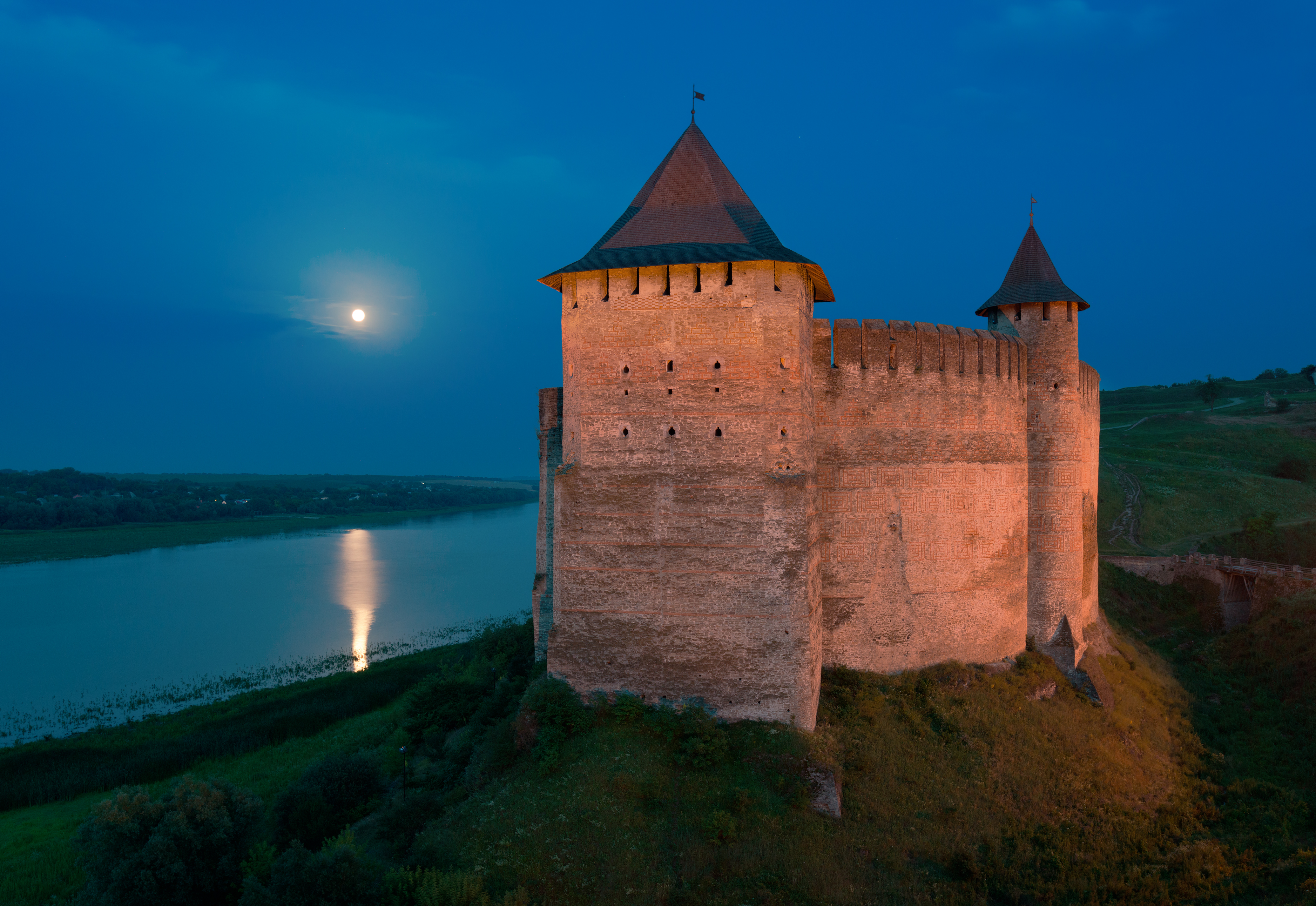
La citadelle de Hotin, aujourd'hui en Ukraine.
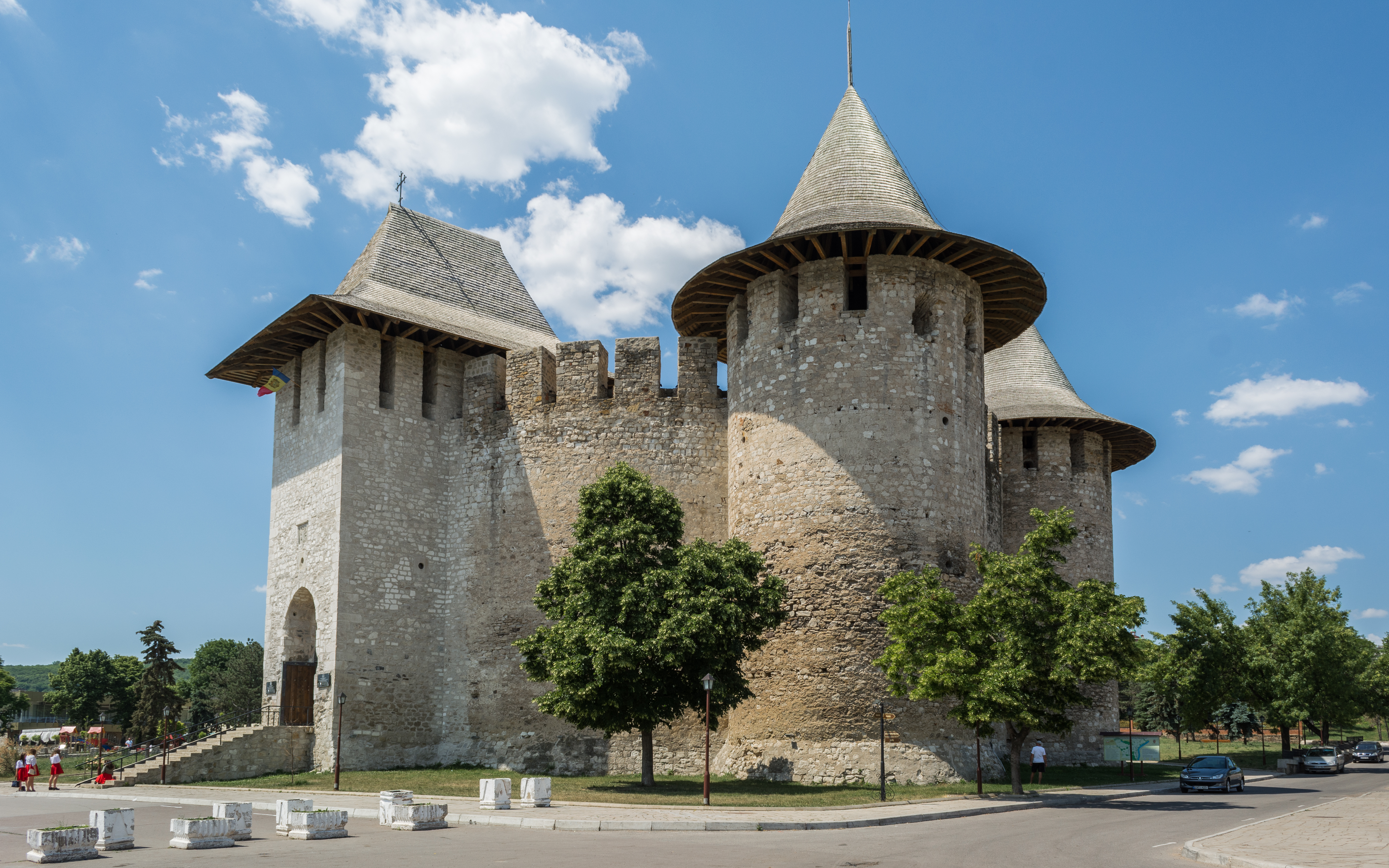
La citadelle de Soroca.
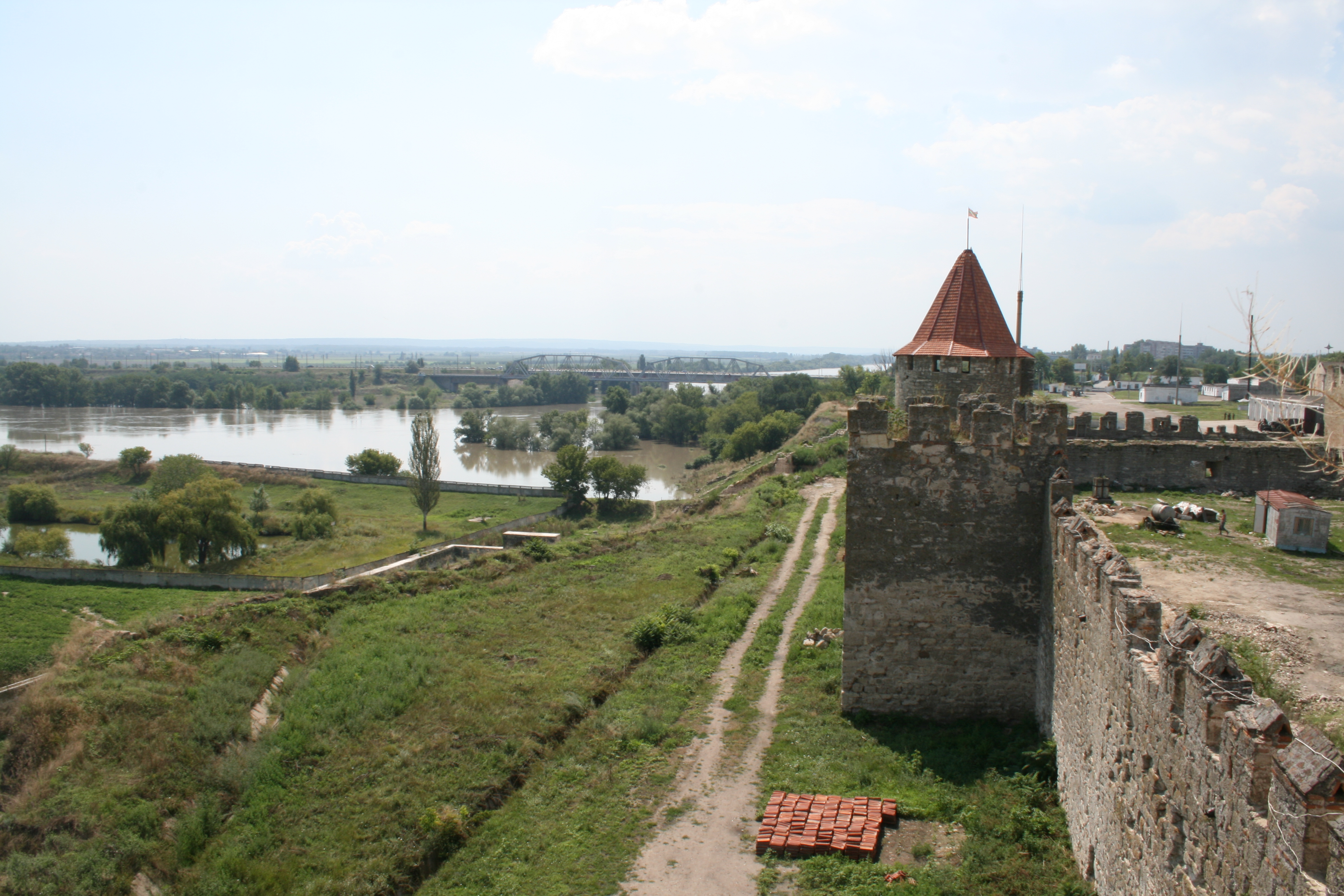
La citadelle de Tighina.
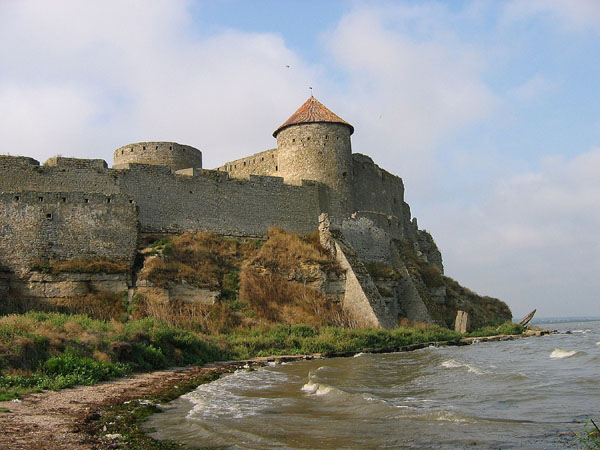
La citadelle de Cetatea Albă, aujourd'hui en Ukraine.
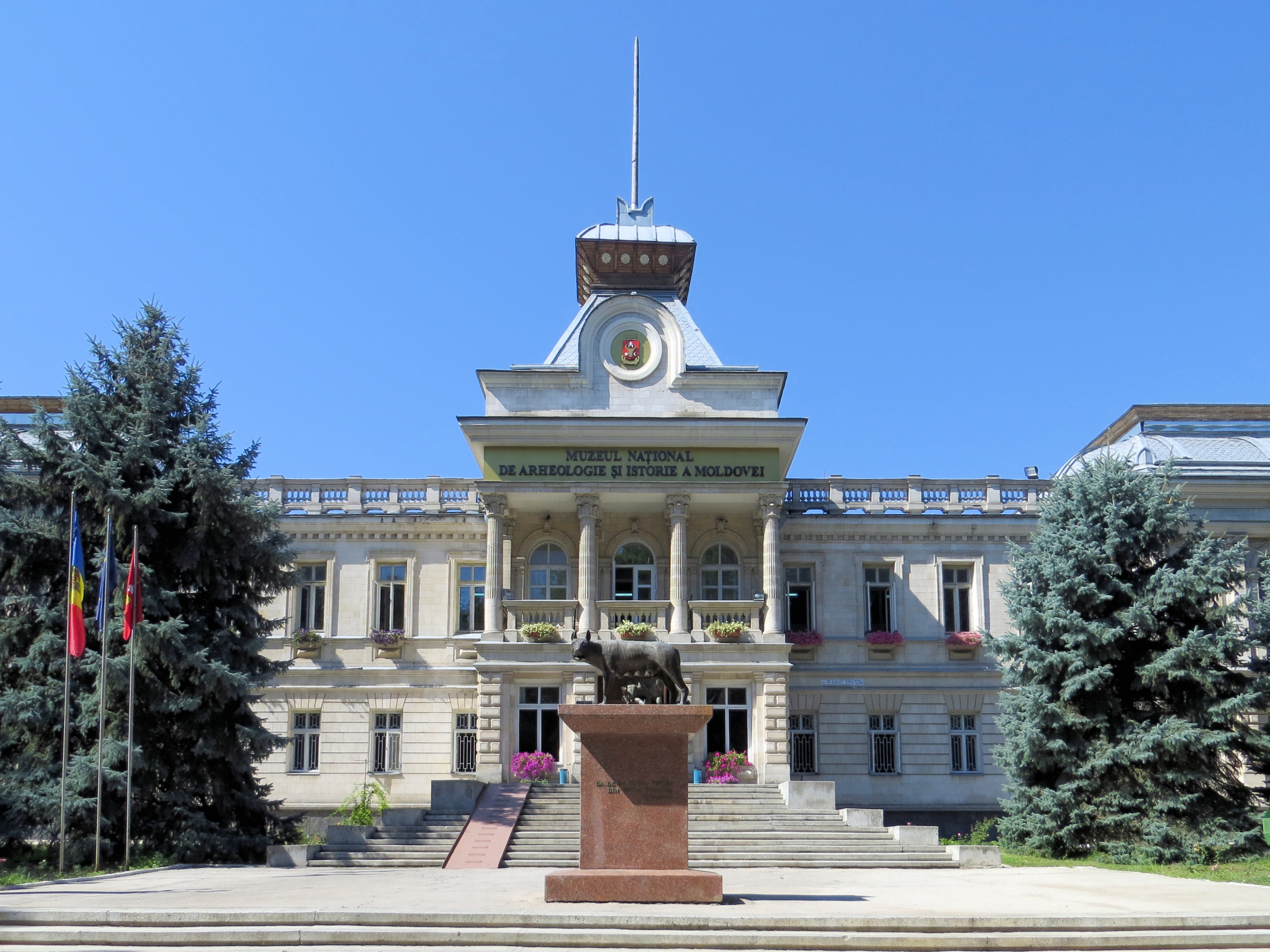
Le musée d'histoire de Chișinău[161].
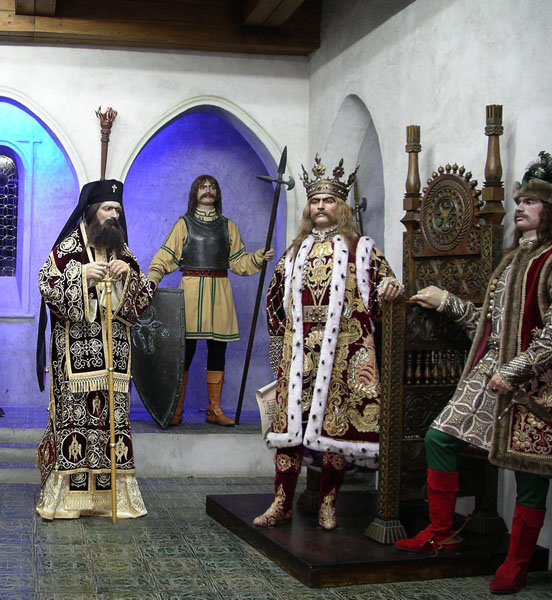
Le trône d'Étienne le Grand reconstitué.
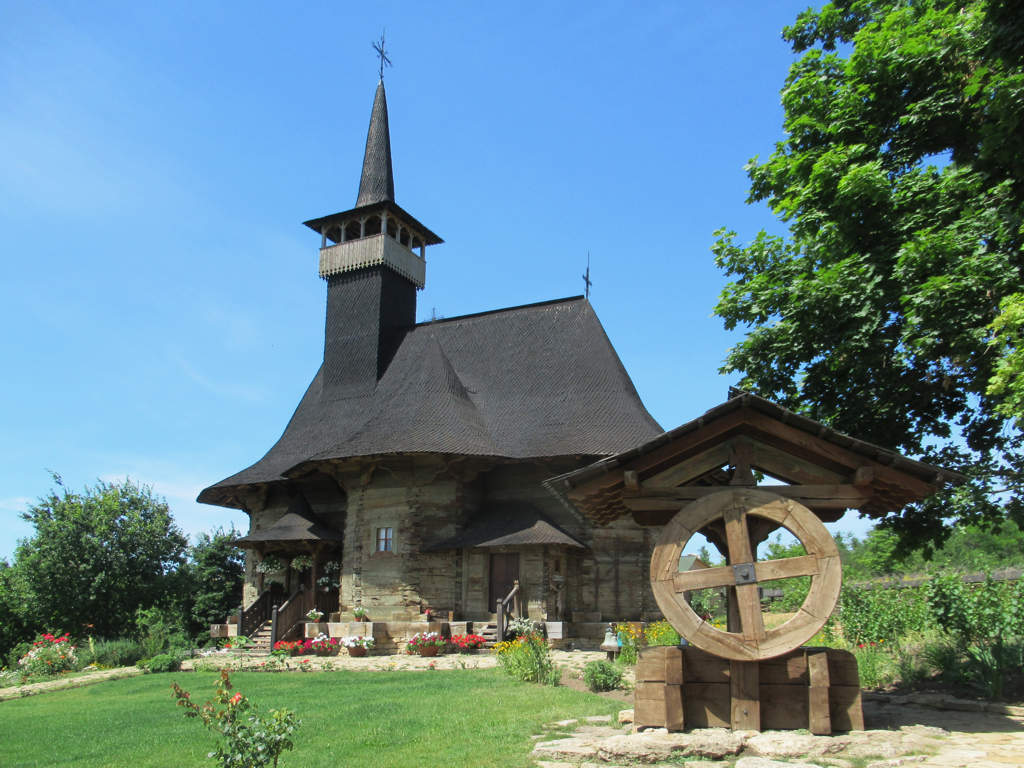
Église en bois d'Hirișeni, déplacée à Chișinău.
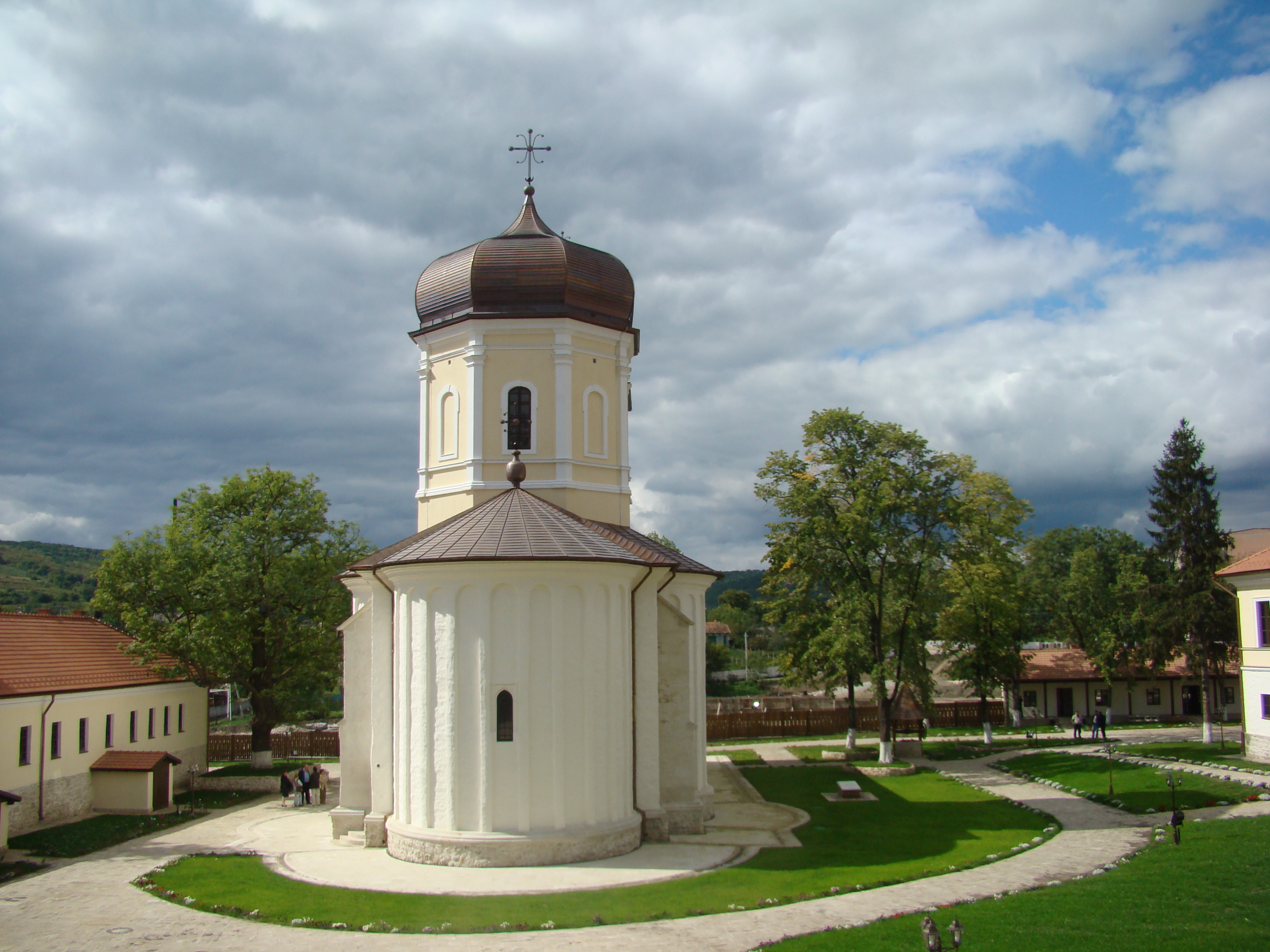
Le monastère de Căpriana.
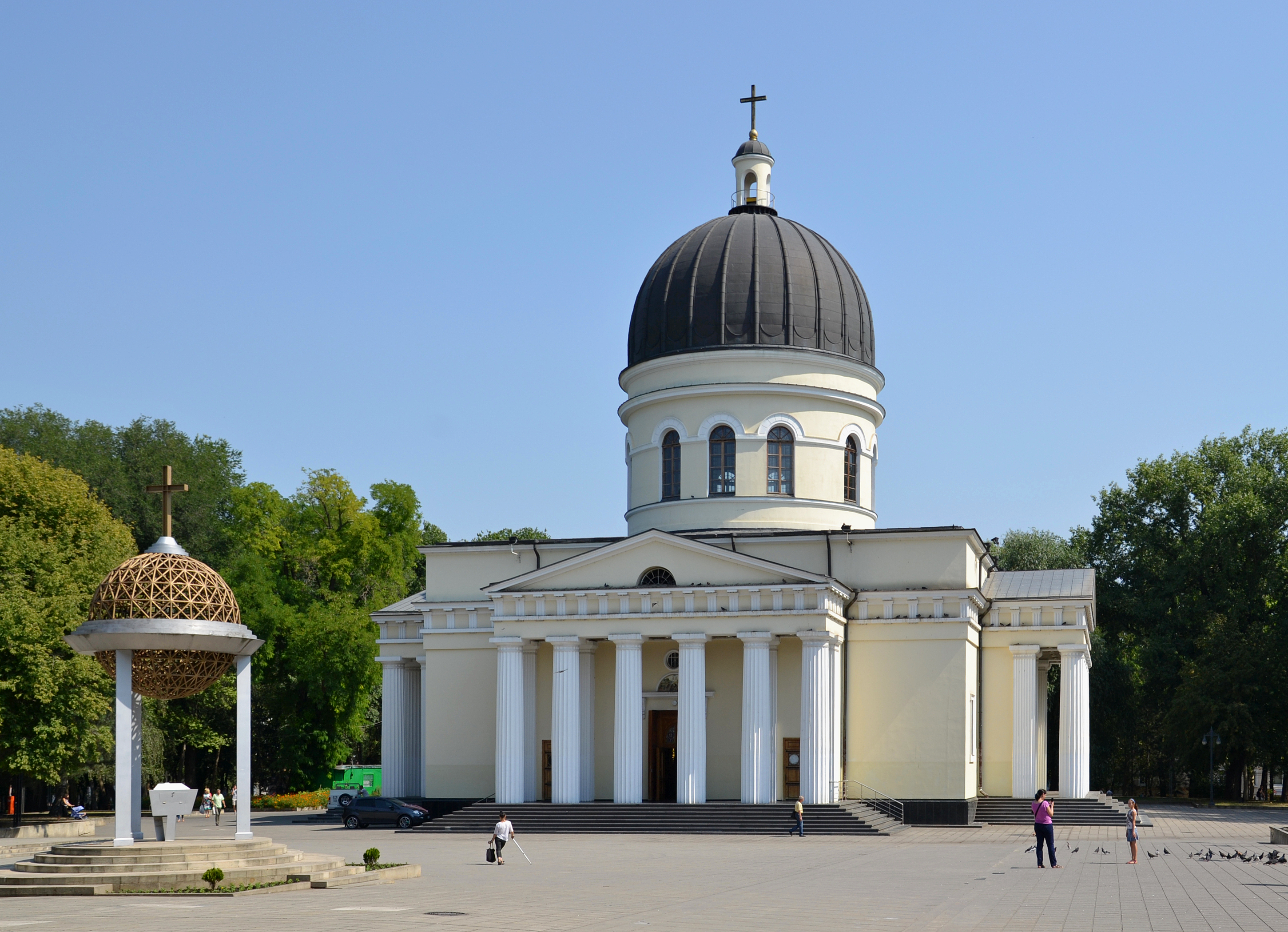
Le Quartier de la basilique, à Chișinău.

Le patrimoine culturel et historique est l'enjeu d'une controverse identitaire d'origine politique concernant l'héritage de l'ancienne principauté. Les forces pro-russes comme le Parti socialiste et le Parti communiste et leurs alliés, ainsi que les anciennes républiques soviétiques (pays baltes exceptés) et de nombreux commentateurs de formation slavistique relayant la position dénommée « Moldavisme » selon laquelle les populations roumanophones des territoires ayant appartenu successivement à l'Empire russe, à l'URSS et depuis 1991 à la république de Moldavie forment une ethnie « moldave » différente de celle des « Roumains ». À l'encontre de cette position, pour les habitants roumanophones de l'ancienne principauté, le terme « Moldaves » a une signification non pas ethnique, mais géographique régionale, et il peut être inclus dans la définition plus large de « Roumains » dans le sens de « roumanophones ». Les commentateurs de formation romanistique, la Roumanie et les pays de langues romanes relayent cette seconde position dénommée « Roumanisme ».
Les pro-russes affirment que les habitants de la partie roumaine de la Moldavie ne devraient pas se définir comme « Moldaves » (et encore moins comme « Moldaves parmi les Roumains ») puisque les statistiques roumaines les classent comme « Roumains » et non comme « Moldaves », et ils considèrent les (rares) roumanophones de la république de Moldavie qui osent se définir « Roumains » comme une « minorité nationale » de 192 800 personnes parmi les Moldaves soit environ 8 % des 2 260 858 roumanophones recensés en 2014 (hors Transnistrie).

### Francophonie
La Moldavie est membre de l'Organisation internationale de la francophonie et la partie la plus âgée de la population comprend le français car jusqu'en 1991, les Moldaves avaient conservé la traditionnelle francophilie héritée de l'influence des Lumières dans les principautés roumaines au XVIIIe siècle et dans l'Empire russe au XIXe siècle : le français, première langue étrangère enseignée tant sous les tsars que sous les rois roumains et à l'époque soviétique, a longtemps été un élément-clé de la formation culturelle des jeunes Moldaves.
Mais après 1989, avec l'ouverture de la glasnost, les Moldaves découvrent la presse francophone occidentale aux yeux de laquelle leur pays n'existe pas, ou bien sort, peut-être, d'une fameuse bande dessinée belge. Aux yeux de nombreux média de cette « nouvelle presse », la Moldavie, quand elle apparaît, c'est comme une région patriarcale, aux campagnes misérables, où règnent la traite des Blanches et les réseaux mafieux : une « marche de l'Europe aux confins de l'Eurasie ou de la Russie aux confins de l'Europe » dont les aspirations culturelles et sociales sont qualifiées d'« agitation nationaliste ». En réalité, dans cet espace multiculturel coexistent diverses mentalités, traditionnelles ou pro-occidentales, certaines nostalgiques de tel ou tel passé, roumain ou soviétique, d'autres espérant un avenir différent, européen ou russe… Mais de l'indifférence des pays francophones à l'égard de la Moldavie découle la perte de vitesse du français face à l'anglais, désormais première langue universitaire. En 2011, vingt ans après l’indépendance, se produit l’inversion des statistiques en faveur de l’anglais.